# 浅野財閥

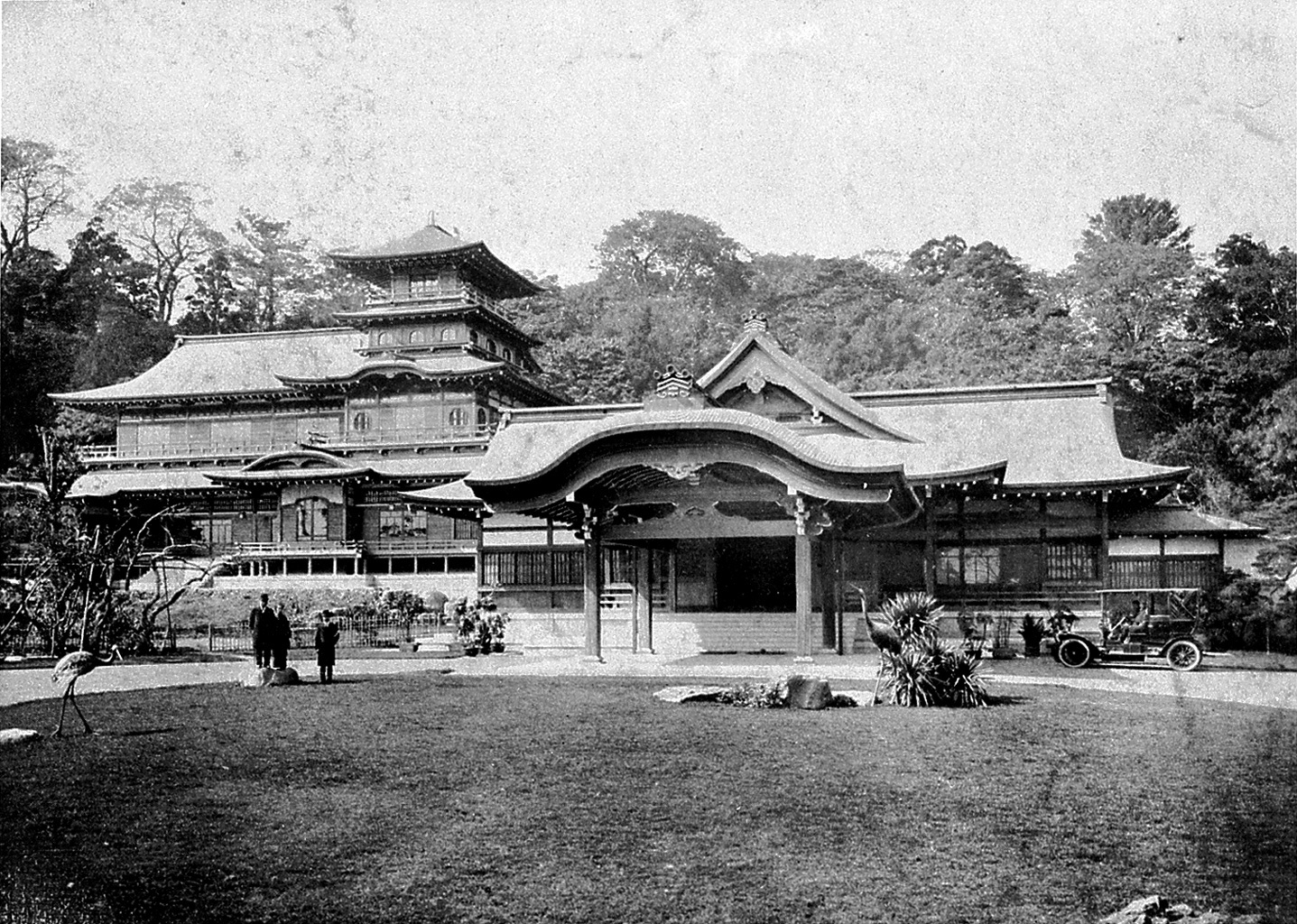
浅野総一郎の邸宅 紫雲閣

浅野財閥 （あさのざいばつ）は、浅野総一郎が設立した財閥である。十五大財閥の一つに数えられる。

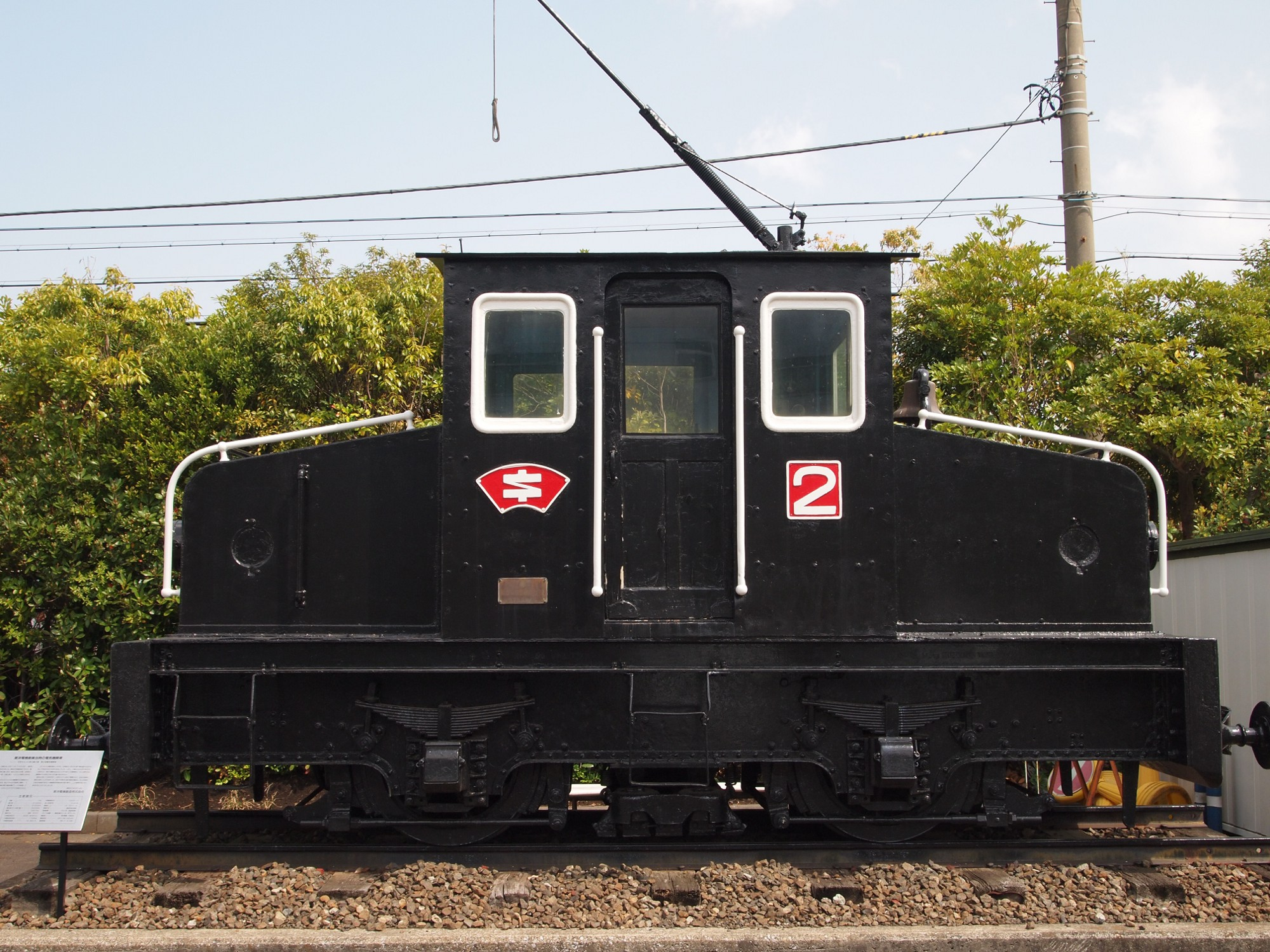
左に浅野セメントの社章 （日本セメントが継承）

## 概要
浅野総一郎がコークス販売で成功を収めたのをきっかけとして、渋沢栄一の渋沢財閥の支援の下、大規模化していった。1884年（明治17年）、官営工場である深川セメント製造所の払い下げを受けて浅野セメント（日本セメントを経て現：太平洋セメント）を創立。以後、同社を中核企業として発展した。
第五銀行を買収し、日本昼夜銀行後の浅野昼夜銀行と改称した銀行を経営していたが業績不振に陥り、安田財閥に売却したため傘下に銀行を有していない産業財閥。このため浅野総一郎と同郷である安田善次郎率いる金融財閥の安田財閥との強いつながりが生まれ、同財閥の産業部門的な性格を有していた。徳富蘇峰はこの関係を、浅野はエンジン、安田は石炭と当時は主要燃料だった石炭にたとえた。浅野財閥は、安田財閥からの資本に依存していたが、安田財閥が資金を出したのは、浅野総一郎や一族の経営能力を高く評価したからである。
安田財閥からの支援によって、1896年（明治29年）に東洋汽船（日本油槽船、昭和海運を経て、現：日本郵船）を設立した後、1920年（大正9年）に浅野造船所（ユニバーサル造船を経て、現：ジャパン マリンユナイテッド）を設立し、造船や、鉄鋼業にも進出した。1908年（明治41年）には鶴見埋立組合（鶴見埋築、東京湾埋立会社、東亜港湾工業を経て、現：東亜建設工業）を設立し、1913年（大正2年）から横浜市鶴見地区の埋立（浅野埋立）を開始した。埋立地には原材料運搬等に供することを目的に鶴見臨港鉄道（現：JR鶴見線・川崎鶴見臨港バス・東亜リアルエステート株式会社等）を開通させ、浅野セメントのほか、総一郎の女婿である白石元治郎が設立した日本鋼管（現：JFEホールディングス）、創業者一族が総一郎夫人の遠縁で沖牙太郎の死後に総一郎が経営を引き取った沖電気（現：沖電気工業）、三菱財閥の旭硝子（現：AGC）などが立地。京浜工業地帯として発展した。
第一次世界大戦による好景気から1920年（大正9年）の大恐慌までの5年間に、20以上の新会社を設立して、またたく間に巨大になった。1918年（大正7年）8月、浅野総一郎により一族の投資による証券保有会社、浅野同族株式会社が設立され財閥化した。その後は反動恐慌、震災恐慌、金融恐慌、昭和恐慌（世界恐慌）が連続して、浅野財閥は苦境に陥ったが、安田財閥の支援によって倒産を免れた。1928年（昭和3年）には、直系企業の払込資本金額では三井財閥、三菱財閥、安田財閥、住友財閥に次いで5位の財閥で、直系企業・直系企業子会社・傍系企業の払込資本金額の合計では、住友財閥より上位の4位の財閥だった。1931年（昭和6年）の満洲事変と金輸出再禁止以降、日本経済は回復し浅野財閥も業績が改善する。浅野同族株式会社は、1944年（昭和19年）6月に、株式会社浅野本社に社名を変更した。

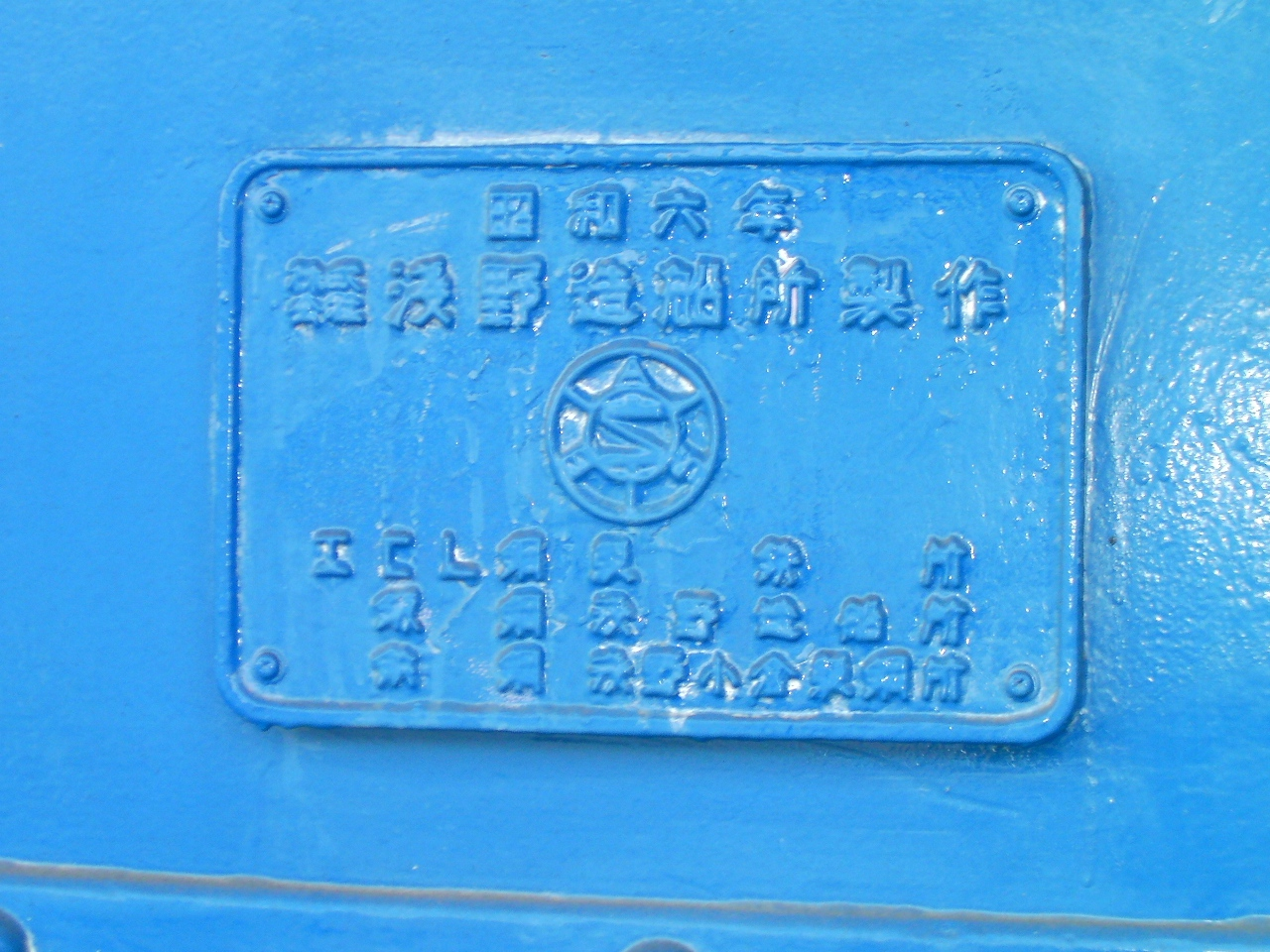
中央に浅野造船所の社章

戦後の連合国軍最高司令官総司令部(GHQ)による財閥解体で、1947年（昭和22年）3月に、三井、岩崎（三菱）、住友、安田、中島、浅野、大倉、古河、野村、鮎川の10財閥の56家族が資産凍結と持株の提出を命令され、また、財閥系企業の役職を辞任させられた。ここに浅野財閥は解体された。
傘下の企業は戦後、旧安田財閥の富士銀行（戦前の安田銀行、現：みずほ銀行）をメインバンクとした。また同行が音頭を取って社長会である芙蓉会（芙蓉グループ）を結成すると、日本セメント、昭和海運、日本鋼管、沖電気工業はメンバーとして名を連ねた。
浅野財閥は銀行を持たないので、他財閥などと共同で会社を設立して資本を得て、その会社の経営を浅野一族が掌り、傘下会社はそれぞれ証券保有会社を持ち、これを通した資本投下と浅野自身の資本を合わせて孫会社の支配を行うという方法で、小額資本にもかかわらず非常に多数の会社を支配した。それゆえ、浅野一族は各人が2ダースから3ダースの会社の重役を兼務していた。その主な共同出資者は安田財閥、渋沢財閥、大川平三郎、田中栄八郎、徳川家（旧将軍家）、尾高豊作である。それでも資金が足りないので、安田財閥の安田銀行を筆頭に、渋沢財閥の第一銀行や、日本興業銀行、台湾銀行などから融資を受けて財閥を運営した。
浅野財閥は、政商や鉱山業から発生したのではない点でも、また自らの事業から他社・他財閥を排除しない点でも、例外的な財閥だった。
浅野財閥の企業は、戦前から、「浅野」を社名に使わない企業が多く（下のグループ企業を参照）、マークも各社で異なり、統一されていなかった。

## グループ企業
浅野財閥では、投資による支配、重役を送り込む支配、直接支配、間接支配など、複雑多様な支配形態があり、そのうえ、大会社が比較的少なく群小会社が特に多いので、全ての会社を把握することが困難である。資本金は別にして、直系会社の数では、三井・三菱・安田などの財閥を凌ぐ。昭和18年時点で、直系・傍系会社は94社、公称資本金7億円。

### 財閥本社
- 浅野同族株式会社 - 大正7年設立。大正3年設立の浅野合資会社の後身。浅野財閥の他の会社に投資はするが、指揮監督はしないので、他財閥の本社とは異なる。一つの営利会社として活動する。大正9年頃の組織は、大理石部（輸入大理石の加工販売）、保険部（浅野財閥関係会社の保険業務）、建設部（鉄筋コンクリート会社の前身）、浚渫部（築港埋立の請負工事）、製薬部（浅野カーリットの前身）、貿易部（浅野物産の前身）、船舶部（船舶の売買）、回漕部（関東運輸の前身）、石炭部、鉱山部（水力課、鉱山課）、総務部（庶務課、経理課、企画課）だった[25]。昭和4年の組織は、総務部（同系会社への投資）、鉱山部（鉱山関係の研究調査）、石炭部（浅野財閥でない炭鉱も含む石炭の取次販売）、保険部（浅野系に限定せず生命保険・損害保険の代理業）、浚渫部（築港埋立事業の請負）[26]。大正13年から昭和2年は、傘下企業の不振と直営事業の縮小のせいで、毎期赤字決算になり、借入金の金利負担が毎年累積した。昭和2年に繰越損失が1000万円近くになり、決算時点の損失は2000万円以上になった。昭和初年は毎年、借入金の利子支払にも追われていた[25]。昭和14年に、巨額の追徴課税を回避するために[27]、或いは債務超過のために解散し、昭和19年に改めて株式会社浅野本社が設立された[28]。浅野財閥本社は自社ビルを持たずに、大手町正金ビルと海上ビルに賃貸で入居していた[29]。
- 白石同族合資会社 - 浅野総一郎の娘と結婚して、日本鋼管を設立した、白石元治郎が設立[30]。
- 合資会社紫雲社 - 浅野良三家の証券保有会社[31]。
- 合資会社禾恵社 - 穂積重威（浅野総一郎の長女の長男で弁護士）家の証券保有会社[31]。
- 合資会社美蔦会社 - 清水幸一郎(圭一郎)家の証券保有会社[31]。
- 浅野興業 - 解散する浅野同族株式会社の臨時の代替会社として昭和13年に設立。室蘭埋築を合併する[32]。

### 証券保有会社
- 東洋証券 - 東洋汽船の子会社で日本郵船の大株主[33]。東洋汽船の借金を整理するため安田銀行と共同で昭和8年に設立[34]。
- 関東証券[35] - 昭和10年設立、昭和14年に関水興業に改称、昭和17年に浅野カーリット、関東水力電気と合併し、関東電気興業になる[36]。関東水力電気の子会社[37]。
- 鉄鋼証券 - 鉄鋼証券は日本鋼管の大株主だが、日本鋼管は鉄鋼証券の殆ど全部の株を所有[38]。
- 浅野証券保有株式会社 - 昭和12年設立。公債社債株式の保有と利用[39]。浅野セメントの子会社[40]。
- 沖電気証券 - 昭和12年に沖電気が設立。沖電気の株式を所有する。昭和19年3月時点で、沖電線、昭和電子工業、東京太田電機、西川伸銅工業、日本真空工業、沖電信機、大同電機、新阪伸銅所、ミクニ工業所の9会社の全株式を所有した。一部株式所有も加えると全部で32会社の株式を所有した[41]。
- 石城証券 - 昭和13年設立[42]。
- 浅野企業 - 昭和14年設立、有価証券の保有会社[42]。浅野物産の子会社[37]。
- 共同興業 - 昭和21年8月時点で、沖電気の株式の約7%を所有[43]。

### セメント関連
セメントは歴史の古さでも、規模でも、投資額でも、浅野財閥の中心である。北は北海道から、南は台湾まで、日本全国に浅野財閥のセメント工場が散在し、日本のセメント生産高の半分以上を占めると言われた。
- 浅野セメント - 明治17年に官営深川セメント製造所の払い下げで設立。明治31年に、浅野総一郎33万5千円、渋沢栄一20万円、安田善次郎10万円、大川平三郎11万円、尾高幸五郎5万5000円出資し、合資会社になる。大正2年に株式会社になる[46]。海軍は浅野セメントしか使用しなかったので、三井物産が小野田セメントを売り込もうとしたが、セメント性能試験の成績表を示されて品質の差に諦めるしかなかった[47]。門司工場には保育所が併設されて、職工が働く間、その幼児100人ぐらいを預かって世話をした[48]。扇の紙に浅野総一郎の家紋（Ｚの鏡文字に類似）が社章（戦後の日本セメントやアサノコンクリートの社章と同一）[49]。（日本セメントを経て現：太平洋セメント）
- 門司セメント - 明治21年、浅野総一郎が持株比率38%の筆頭株主となって、渋沢栄一（渋沢財閥）、大倉喜八郎（大倉財閥）と共同で設立し、工場建設を開始。明治23年、財界反動で金融難となり、工場建設を中止し会社は解散。浅野総一郎はその代わりに、明治26年に浅野セメント門司工場を建設した[50][51]。
- 浅野石材工業 明治38年設立。砂利、割栗石、花崗岩を、多摩川、須賀、四方津、若林、馬入川、相模川、利根川などで採取[52]。茨城県真壁町で花崗岩（真壁石）を採掘していた関係で、筑波鉄道を設立し筆頭株主になる[53]。おそらく日本共同石材が改称したもの[54]。
- 日本石膏 - 大正3年に浅野財閥が、岩手県黒沢尻の原石から焼石膏を製造販売する会社に、出資。原石を浅野セメントに供給する[55]。浅野総一郎が社長[56]。
- 浅野スレート - 大正4年設立。オーストリア企業から特許と製造機械を購入して、日本で最初にスレートを製造した会社[57]。大正12年に浅野セメントと合併、昭和26年に浅野スレート株式会社独立。平成12年に株式会社アスクと浅野スレート株式会社が合併し、株式会社エーアンドエーマテリアルが発足[58]。
- 石綿スレート - 大正10年設立、市価を安定させるための、浅野スレートと日本石綿盤製造の共同販売機関[59]。
- 秩父セメント - 大正12年に根津財閥、大倉財閥、大橋財閥、若尾財閥、浅野財閥、大川財閥、諸井恒平、大友幸助、小倉常吉など大勢で創立。浅野泰治郎が取締役[60]。大正13年8月、セメント出荷開始。この頃はセメント供給過剰で他社は生産出荷調整協定を結んでいたが、秩父セメントだけは生産出荷をどんどん拡大していった。大正15年4月に生産調整組織に参加するが、参加後1年間は何も制限を受けないという特例を得て、シェアを広げる。武甲山石灰石採掘場に隣接する最新設備の工場は、セメント原料の石灰石の輸送コストが無く、生産コストも低いので、安価な製品を販売することができた[61]。秩父小野田から太平洋セメントを経て現：秩父太平洋セメント[62]。
- 旭コンクリート工業 - 大正12年、浅野セメントが出資し設立。愛知・三重・岐阜で営業[63][64][65]。
- 浅野スレート販売 - 大正13年設立。すぐに浅野スレートに改称。スレートの販売会社[66]。昭和26年浅野スレート株式会社（製造販売）となり、現：エーアンドエーマテリアル[58][67]。
- 大阪石綿工業 - 大正14年、金剛商会を買収し設立。アスベストセメントの管やスレートを製造[68]。漫画家の手塚治虫が勤労動員で働いていた会社[69]。昭和20年浅野セメントスレート部に合併される[67]。
- 浅野ブロック製造 - 大正14年設立、昭和3年株式会社に。道路舗装の金剛アスファルトブロックの製造販売[70]。
- 日本ヒューム管 - 大正14年設立。英国ヒュームパイプアンドコンクリート社の特許によるコンクリート製品ヒューム管の製造販売[71]。日本ヒュームコンクリートを昭和3年に日本ヒュームに改名[72]。（現：日本ヒューム）[73]
- 地下工業 - 大正14年設立。地下ケーブル工事。浅野財閥が900/10000株を所有。鉄道省の工事が主[74]。
- 日本スレート販売 - 大正15年設立。浅野セメントスレート部、大阪石綿工業、日本石綿盤製造、朝日スレートの合同販売会社で、大正十年設立の石綿スレート株式会社の後身。
- 日本セメント - 昭和2年に浅野セメントの傘下に入る。昭和14年に浅野セメントに合併される[75]。
- 鉄筋コンクリート - 昭和4年、浅野同族会社の建設部が独立した会社。学校校舎や橋の鉄筋コンクリート工事[76]。
- 土佐セメント - 昭和7年に浅野セメントが過半数の株を取得[77]。昭和17年浅野セメントに合併[24]。
- 日東セメント - 広島の会社。浅野セメントが、昭和9年に1万株を、昭和11年に6700株を取得し、完全に支配する[78]。昭和17年浅野セメントに合併[24]。
- 東亜セメント - 尼崎市の会社。昭和10年に浅野財閥が殆どの株を取得[79]。昭和17年浅野セメントに合併[24]。
- 中国石膏 - 昭和11年設立[80]。石膏採掘販売[81]。
- 東京セメント - 昭和3年設立[82]。武蔵野鉄道の子会社[83]。
- 豊国セメント - 4/150の株を浅野財閥が所有[84]。昭和48年三菱鉱業・三菱セメント・豊国セメントが合併し三菱鉱業セメント。平成2年三菱金属と三菱鉱業セメントが合併し、現：三菱マテリアル[85]。
- 大分セメント - 9/221の株を浅野財閥が所有[84]。昭和13年小野田セメントと合併、現：太平洋セメント[86]。
- 磐城セメント[87] - 現：住友大阪セメント[88]
- 大同洋灰 - 昭和8年に満洲で設立。浅野セメント・秩父セメント・磐城セメント・大阪窯業が共同[89]。浅野セメントが83%の株を持つ[90]。
- 満州洋灰（満州セメント） - 昭和9-10年設立。浅野セメント・磐城セメント・七尾セメントが共同。浅野セメントが半数の株を持つ[89][91]。
- 本渓湖洋灰 - 昭和10年に大倉財閥が満洲で設立し、渋沢財閥・古河財閥・浅野財閥も参加。総数6万株だが、浅野財閥は1万2千株を取得[91]。
- 浅野軽クリート工業 - 昭和11年設立、軽クリート・パーマックス・セメント瓦・耐火波板[81]。
- 朝鮮浅野セメント - 昭和11年設立[92]。
- 台湾セメント - 昭和12年設立、社長は浅野総一郎、セメント製造販売[93]。
- 満州浅野スレート 昭和13年設立[94]。大阪石綿工業と共同[89]。
- 日本高炉セメント - 昭和16年設立、浅野セメントと日本鋼管の共同出資、浅野セメント川崎工場を引き継ぐ。昭和24年に第一セメントに社名変更、平成15年に中央商事と合併し、現：デイ・シイ。社章は、扇の紙に Ｄ．Ｃ[95]。
- 日本最高強コンクリート - 昭和16年設立、高圧コンクリート管製造販売[81]。
- 日本コンクリート - 浅野セメントの子会社[87]。

### 造船
- 浅野造船所 -大正5年設立。横浜船渠会社と共同設立の予定で横浜造船所という会社名にしたが、結果的に浅野財閥単独で設立したので、浅野造船所に改名[96]。社章は二重丸の中心に浅野の家紋（Zの鏡文字）外側は三枚の扇の紙にASBのアルファベット三文字。大正9年浅野製鉄所を合併、昭和11年鶴見製鉄造船に改名。船の材料を製鉄して造船する一体生産体制となった[97]。昭和15年、日本鋼管と合併。(ユニバーサル造船を経て、現：ジャパン マリンユナイテッド)[98]
- 鶴見木工 - 大正9年設立。浅野造船所が造る船の甲板・マスト・ドアなど木の部分を製造。造船不況で鉄道貨車製造や製材[99]。

### 製鉄・金属
満洲事変以降の軍需景気により、製鉄業・造船業が拡大躍進し、セメントに代わり、浅野財閥の花形となった。
- 東京製綱 - 明治20年設立のロープ製造会社、当初は麻のロープ、後に金属のワイヤーロープを製造。渋沢財閥、大倉財閥、浅野財閥が共同で設立。浅野総一郎が取締役になる[101][102][103]。

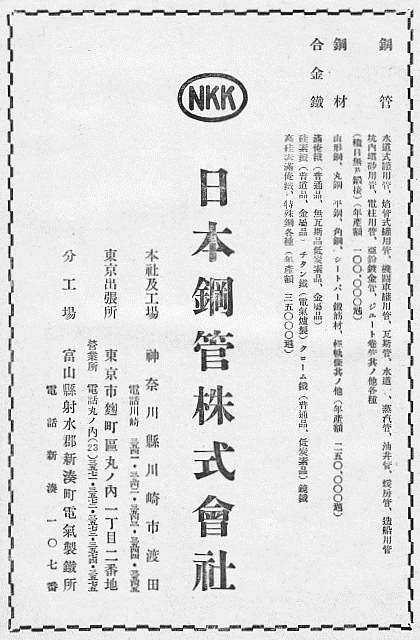
日本鋼管の広告 NKK の社章 1930年台

- 日本鋼管の広告 NKK の社章 1930年台日本鋼管 - 明治45年設立。白石元治郎（浅野総一郎の女婿）と浅野総一郎が中心で、渋沢財閥・大倉財閥も加わる[104]。社章はNKK。（現：JFEホールディングス,ジャパンマリンユナイテッド）
- 東海鋼業 - 大正5年設立。鋼板・条鋼および軽軌条を製造・販売[105]。（現：株式会社トーカイ）[106]
- 中央製鉄 大正6年に浅野財閥が設立したが、不況で業務停止[107]。
- 大島製鋼所 -大正6年に東京製綱深川工場を買収し改名。浅野財閥と大倉財閥が対等な持ち株<[108]。昭和12年に日曹製鋼に合併される[109] 現：大平洋金属[110]
- 浅野製鉄所 - 大正7年設立。浅野造船所に隣接。大正9年に浅野造船所と合併[111]。（現：JFEスチール）
- 浅野小倉製鋼所 - 大正7年に東京製綱小倉工場を浅野財閥が単独で買収して改名。小倉港海面埋立も行う[112]。第一次世界大戦の好景気の時に1200万円で買収したが、その一週間後に休戦になり、恐慌が続いたせいで、1920年台は全期間無配になった。満洲事変以後に戦時経済で景気が回復したせいで、ようやく昭和9年に買収金の支払いが終わった。昭和11年末に小倉製鋼に改称[113]。昭和28年に住友金属工業と合併し住友金属工業株式会社小倉製鉄所になる。（新日鐵住金八幡製鐵所小倉地区を経て現：日本製鉄[114]）
- 日本銑鉄 - 東京製綱が大正6年に設立したが[115]、浅野財閥が買収し、大正14年に浅野小倉製鋼所と合併させる[116]。
- 日本鋳造 大正9年に浅野造船所の鋳造部が独立。機械の鋳造[117][118]。
- 富士製鋼 - 大正9年に、債権者の安田財閥が競売しようとした会社を、浅野総一郎が引き受けて、工場設備を浅野造船所その他に賃貸して立て直した[119]。昭和9年に、政府の方針で、釜石鉱山（三井）・輪西製鉄（三井）・東洋製鉄・三菱製鉄・九州製鉄・官営八幡製鉄所と合併して日本製鉄株式会社になる[120]。（新日本製鉄、新日鉄住金を経て、現：日本製鉄）
- 三和鋼材 - 大正12年設立、建築用鉄骨・橋梁・鉄塔・缶類の製作[121]。
- 東京シヤリング - 大正15年、浅野造船所の子会社として創業。昭和11年、鋼材商事株式会社になる。昭和23年、東京シヤリング株式会社に改名。平成16年、川鉄鋼材工業と合併し、JFE鋼材株式会社になる[122]。
- 浅野機械製作 - 昭和3年設立、工作機械その他一般機械の製作加工修理[123]。
- 尼崎製鋼所[105] - 昭和7年井上長太夫が東京シヤリングを辞して設立、浅野小倉製鋼所に4000株を割り当て、浅野財閥の浅野義夫や末兼要を取締役にし、尼崎築港の埋立地に工場を造る。昭和12年に尼崎製鉄を久保田鉄工所と共同で設立。昭和14年に高尾鉄工所買収、昭和15年に大阪琺瑯を買収、昭和15年に大阪シヤリング設立[124]。
- 日本ドロマイト工業 - 昭和8年、日本鋼管と吉澤石灰工業（浅野セメントの取引先）が共同で設立[125]。栃木県下久慈町、溶鉱炉内部の塗料製造[126]。
- 昭和鉄鋼 - 昭和8年設立、兵器製造加工・暖房用機関と放熱器・医療機械器具の製造。冷暖房・厨房・換気などの工事[127]。
- 中外精機 - 昭和12年設立、内燃機関と工作機械の製作[128]。
- 関東製鋼 - 昭和12年関東電気製錬設立、関東水力電気の余剰電力利用のため。昭和13年関東製鋼に改称、富士製鉄の斡旋で、昭和39年に大同製鋼と合併[129]。現：大同特殊鋼[130]。
- 関東電化工業 -昭和13年設立、金属マグネシウム・苛性ソーダの製造販売[131]。
- 末広商会 - 昭和13年設立、鋼材の販売[127]。
- 満州昭和鉄鋼 - 昭和13年設立、鉄製品機械類の製造販売、冷暖房衛生工事設計監督請負[127]。
- 満州鋼機 - 昭和13年設立、切削、旋削工具類製作、部品加工、鋲、蹄鉄製作[123]。
- 浅野重工業 - 昭和14年設立、戦車・人間魚雷・航空機部品製造[132][133]。昭和19年小倉製鋼を合併、昭和20年小倉製鋼に改名。昭和28年住友金属工業に合併される[134]。現：日本製鉄。浜松工場は、小倉製鋼の浜松製作所となった後、昭和28年に九州鋼業と合併して住倉工業浜松製作所となり、昭和57年に住倉工業として独立した[135]。
- 日本鋼材販売 - 昭和14年設立[121]。
- 日本瓦斯管販売 日本鋼管が製造したガス管の独占販売[126]。
- 関東特殊材料製造 - 昭和15年設立、特殊金属材料と特殊ゴム製品[127]。
- 浅野水道管 - 浅野物産の子会社[37]。
- 十南鉄工所 - 浅野物産の子会社[37]。兵器・鉱山用機械・土木用機械・内燃機関・大農機械の製造[127]。昭和16年に吸収合併されて東北重工になる。現：東北機械製作所[136]
- 昭和鉄工 - 浅野物産の子会社[37]。
- 岡野バルブ - 浅野物産の子会社[37]。昭和11年設立、各種高圧高温弁製造業[128]。
- 日満鋼管 - 昭和10年頃、満洲にできた日本鋼管の姉妹会社。ガス管と鋼管の製造販売[137]。
- 鞍山鋼材 - 昭和10年頃、満洲にできた会社[138]。
- 日本ニッケル - 昭和11年11月設立、ニッケル製造、関東水力電気が三割の株を所有[139]。
- 関東軽金属工業 - 昭和15年設立、金属粉製造[123]。
- 秋田製鋼[140] - 軍刀製造[141]
- 日本鋼業[105]

### 商社
- 浅野物産 - 大正7年に米国グレース会社と共同で設立したが、大正9年に恐慌で大きな赤字を出して[142]、グレース会社が撤退し浅野財閥が全ての株式を握る。大阪、ニューヨーク、ロサンゼルス、ロンドン、シアトルに支店。橋本梅太郎が運営。8時半出勤5時退社を全員が厳守し、能率を上げた。非常に良好な資産内容、高い利益率、業務繁盛で浅野財閥随一と称賛された。昭和4年の不況時にも経営状態は良好。自動車工場と自動車学校も経営[143]。貿易、計量器、薬品販売、土木建築請負、運送業、有価証券取得、投資[144]。大正14年に一割の配当、その後3 - 4割の高率配当を継続した[25]。社章は菱形の中にABC[145]。（東通を経て、現：丸紅。土木工事部門は後に分社化されNIPPO）
- 太平洋貿易 - 鈴木紋次郎が取締役[146]。

### 爆薬
- 浅野カーリット - 現：日本カーリット 大正9年設立。第一次世界大戦勃発で爆薬輸入が不可能になった為に、スウェーデン企業からカーリット爆薬の、製造販売権を取得し日本カーリットを設立。大正12年に浅野セメントに吸収合併されたが、昭和9年に浅野カーリットが独立。昭和17年に関東水力電気・関水興業と合併し関東電気興業になる。昭和20年に関東電気工業に改名。昭和26年日本カーリットに改名[147][148]。
- 朝鮮カーリット - 昭和13年設立[149]。爆薬カーリットや一般火薬類の製造販売[128]。
- 南満火薬製造 - 昭和14年設立、火薬類製造販売[128]。
- 関東化学工業 - 化学工業製品の製造販売、イリジューム・白金・クローム・その他鉱物の試掘採掘販売[127]。昭和17年に浅野カーリットが資本参加し子会社にする。後に関東高圧化学に改称。平成20年に日本カーリットが吸収合併[147]。

### 埋立・築港
埋立築港事業は浅野財閥の専売特許のようなもので、他の追随を許さない。
- 門司築港 - 明治22年設立。福岡県知事安場保和が企てた築港事業に、渋沢栄一（渋沢財閥）、安田善次郎（安田財閥）、大倉喜八郎（大倉財閥）、浅野総一郎（浅野財閥）が同額づつ出資して設立した[151]。明治32年に築港工事完成と同時に、会社は解散した。門司区内の本町・桟橋通り・港町・西海岸通り一帯はこの時にできた[152]。
- 東亜港湾工業 - 明治45年設立の鶴見埋立組合が、大正3年鶴見埋築株式会社になり、さらに東京湾全体の埋め立てを目指して大正9年東京湾埋立会社に改名し、昭和7年に請負工事の港湾工業を一時分離したが、昭和19年に合併して東亜港湾工業に改名（現：東亜建設工業）[153]。大東亜共栄圏のどこでも仕事をするので「東亜」にしたと思われる[154]。大正2年の鶴見埋築創立時、株式総数7万株、浅野財閥2万3千株、安田財閥1万6千株、渋沢財閥8千株、徳川家8千株[155]。大正6年に神奈川県足柄上郡神縄村に落合水力発電所を建設し鶴見埋立地に電力を供給する[156][157]。大正14年12月に電気事業を東京電力の東京湾電気株式会社に譲渡[158]。大正3年から昭和2年の13年間に、民間事業で、横浜市鶴見区から川崎市の海岸に、154万坪の埋立地を造り出した。その町名に功労者の名前などを賦す許可を得て、浅野町（浅野総一郎）、安善町（安田善次郎）、白石町（白石元治郎）、大川町（大川平三郎）、扇町（浅野総一郎の家紋）、末広町（扇は末広がり）と命名した[159]。社章は3羽の鶴、浅野総一郎・安田善次郎・渋沢栄一で3羽、鶴見から鶴[160]。
- 京浜運河会社 - 大正6年に宇都宮金之丞らが設立した会社。東京横浜間に運河を掘る計画。浅野財閥東京湾埋立会社の計画と工事区域が重複するので、神奈川県が両者の提携を勧告。大正9年、浅野財閥が過半数の株を買収し、浅野総一郎が社長になる。ところが昭和11年に内務省が京浜運河計画を神奈川県営にすることを決定し、浅野財閥の工事申請を却下。既に昭和9年に漁業補償契約を結んで、工事準備も完了していた浅野財閥にとって晴天の霹靂だった。浅野系会社の従業員二百数十人がトラックや艀で県庁に押しかけて、「県に仕事をやられては、飯の食い上げだ」と騒いだ。京浜運河会社は行政訴訟を起こした。その結果、神奈川県が全ての工事を京浜運河会社に発注する事で和解した。昭和12年11月に京浜運河会社は東京湾埋立会社に合併された（合併契約は既に大正15年に結ばれていた）[161]。
- 橘樹水道 - 昭和2年に橘樹郡鶴見町[162] に設立。浅野造船所が大正7年から自営していた水道を、鶴見埋立地の他社にも開放したもの。鶴見の山の手に水源の貯水池3箇所を所有[163][164]。昭和4年営業開始、水道公営化政策により、昭和12年に横浜市に買収される[165]。
- 室蘭埋築 - 昭和2年に設立。昭和3年に室蘭市海岸の埋立許可を得るが、不況で工事延期。昭和11年に本格的埋立工事を開始。工事完了を急ぐため、昭和12年に東京湾埋立会社に移管。昭和13年に埋立工事完了[166]。浅野興業に合併される[167]。
- 尼崎築港（尼ヶ崎築港） - 昭和4年、浅野財閥と山下汽船が共同で設立。関西の尼崎の埋立[168]。東京湾埋立の姉妹会社[169]。昭和17年にはこの埋立地が、日本有数の工場地帯になった[170]。昭和23年に46万坪で埋立を中止[171]。社章は「尼」を円形にしたもの。
- 小倉築港 - 昭和6年設立。大正12年から浅野小倉製鋼所が行っていた、北九州の小倉海岸埋立を引き継ぐ。小倉市前面の海岸を埋め立て模範的都市を建設、また運河を浚渫、防波堤・港・桟橋を建設して小倉港を北九州の要港にする工事を行う会社。昭和26年小倉興産に改名[172][173][174]。
- 港湾工業 - 昭和7年に東京湾埋立から分離独立した埋立の請負工事をする会社、昭和19年に東京湾埋立と合併して戻り、東亜港湾工業になる。（現：東亜建設工業）[153]
- （大）東京湾土地 - 昭和13年設立、水面の埋立と不動産の売買・賃貸・その他の利用[175]。

### 不動産
- 浅野ビルデング[176]（浅野ビルディング） - 明治38年設立、ビルディング業[177]。
- 打狗地所建物 - 明治43年設立、打狗が高雄と改名した時に、高雄地所建物と改称。台湾の高雄築港の際に払い下げられた土地を改良して賃貸する[178]。
- 基隆地所建物 - 台湾の基隆築港の際に払い下げられた土地を改良して賃貸する[179]。
- 鎮海興業組合[180] - 大正2年設立、家屋営造物の所有売買賃貸借[175]。
- 台湾地所建物 - 大正9年に、高雄地所建物と基隆地所建物を合併したもの。高雄と基隆の港湾建設で入手した土地の賃貸[179]。
- 末広土地[181] -昭和9年設立[182]。
- 上毛森林土地[37]
- 青島地所建物 - 浅野総一郎と白石元治郎が取締役[183]。

### 海運
浅野財閥は古くから海運業に携わり、第一次世界大戦の頃は、東洋汽船が成功して、セメントに次ぐ事業になったが、戦後の大正15年に経営悪化で日本郵船に身売りしてからは、見るべきものがない。
- 浅野回漕店 - 明治19年設立。日本郵船に対抗して海運業同盟会の盟主となるが、東洋汽船設立のために、全ての船を売却[185]。

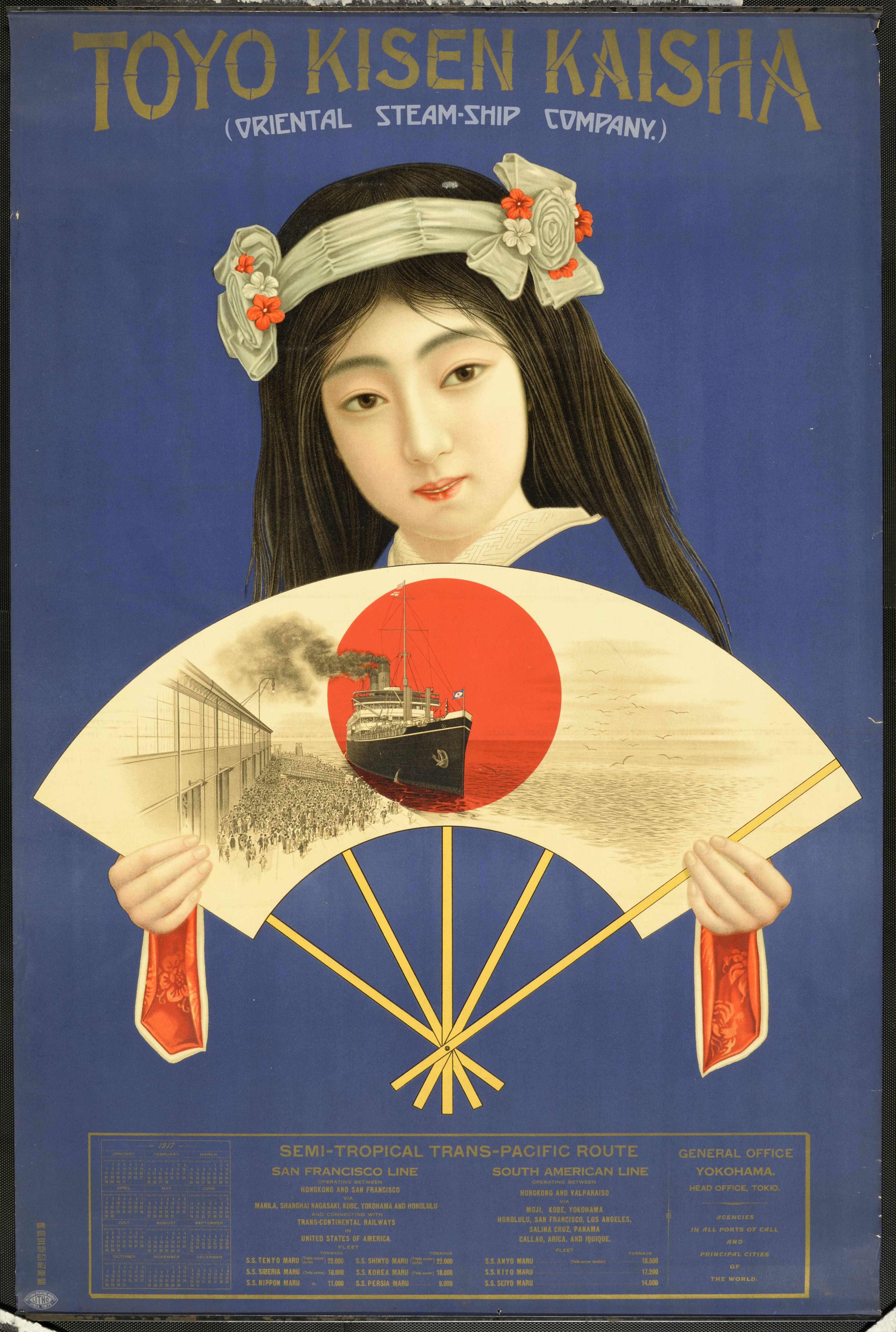
東洋汽船のポスター

- 東洋汽船のポスター東洋汽船 - 明治29年、浅野財閥・渋沢財閥・安田財閥・大倉財閥・大川平三郎・原六郎・森村市左衛門・原善三郎が共同で設立し、運営は浅野財閥[186]。日本の三大海運会社の一つで[187]、サンフランシスコ航路や南米航路を持ち、日本最大の巨船天洋丸・地洋丸・春洋丸（天洋丸級貨客船）を所有、第一次世界大戦中の好景気で大きな利益を得て、新造船13隻を注文したが[188]、終戦後の海運不況で経営難になり、大正15年に航路と船を日本郵船に売却する[189][190][191]。昭和12年には、既に社長と専務のポストが安田財閥のものとなり、浅野系ではなくなっていた[192]。日の丸の扇が社章[193]。（戦後は日本油槽船と合併し昭和海運、現：日本郵船）
- 浅野回漕部 - 明治33年頃、浅野回漕店を再興した会社。大正時代に浅野同族会社の回漕部になり、大正9年に関東運輸株式会社になった[194]。
- 日之出汽船 - 大正元年設立。尾城汽船を買収して改名。日本近海の不定期航路で活動[195]。日之出郵船を経て、現：NYKバルク・プロジェクト株式会社[196]
- 樺太汽船[87] - 大正7年に樺太工業の子会社として設立、昭和12年に日本産業汽船と合併して日産汽船になる[197]。
- 国際汽船 - 大正8年設立。川崎造船所、川崎汽船、橋本、浅野、山下、内田が合計60隻30万トンの船を提供して外国相互間の航路で活動[198]。昭和18年に大阪商船に合併[199]。
- 関東運輸 - 大正9年に、浅野回漕店が復活したもの。第一次世界大戦による好景気で大正9年に浅野同族会社から独立。京浜間の艀船[200]。（現：日の出興業[201]）
- 東洋海運 - 昭和8年、東洋証券(東洋汽船の子会社)と山下汽船が共同で同額を出資して設立[202]。東洋汽船の委託運行、傭船会社。昭和11年に東海商船に改称[36]。現：商船三井オーシャンエキスパート[203]。
- 小倉海運[105] - 昭和12年設立、貨物の運送と艀船・曳舟の賃貸借、税関貨物取扱人[204]。

### 炭鉱・鉱山
- 磐城炭鉱 - 明治17年浅野財閥と渋沢財閥が共同で設立[205]。浅野財閥が筆頭株主[206]。鉱区は内郷、小野田、重内、千代田の4箇所。最初は牛馬で石炭を海岸の小名浜（小野浜）に運び、帆船で東京へ運んだが輸送費が嵩み赤字になった。明治20年、炭鉱から小名浜までレールを敷き軌道馬車で運び輸送費を圧縮したが、船賃が高くて赤字。そこで、浅野総一郎は東京に安く輸送するために、磐城鉄道（現：JR常磐線）を計画したが、日本鉄道会社に計画を譲渡して、安い特別運賃で石炭を輸送してもらう事になった。明治30年に磐城鉄道が開通すると磐城炭鉱は黒字になった[207][208][209]。大正末まで好業績が続いた[25]。大正12年に茨城採炭を合併した。昭和2年に、労働争議で一ヶ月操業停止、さらに町田坑内で大火災発生し死傷者多数を出し、赤字[207]。昭和19年、当局の指示により入山採炭（大倉財閥）と合併し常磐炭鉱株式会社になる[210]。表面は対等合併だが、株価評価では磐城炭鉱は入山採炭の半額で不利だった[211]。(常磐ハワイアンセンターを経て、現：スパリゾートハワイアンズ・常磐興産)[212]
- 藤原炭鉱 - 明治30年設立。浅野総一郎が25000円、渋沢栄一と坂市太郎がそれぞれ12500円を出資。3年後に解散[213]。
- 浅野熊沢硫黄山 - 明治33年設立。浅野総一郎と坪田佐平太（山主）の共同経営。秋田県鹿角市。明治35年閉山[214]。
- 稷山金鉱 - 明治33年に韓国政府より採掘権を得る。浅野総一郎と渋沢栄一の共同事業だが、失敗に終わる。その後、明治44年に米国資本と共同で株式会社にする[215]。
- 茨城採炭 - 明治34年設立。渋沢栄一、浅野総一郎、西園寺公成、佐久間精一、阿部吾市、岡本儀兵衛、坂市太郎が発起人。浅野総一郎は監査役になる[216]。大正14年に磐城炭鉱と合併[217]。
- 石狩石炭 - 明治39年設立。浅野総一郎が筆頭株主（約20%）<[218]。新夕張、空知、美唄を採掘[219]。（石狩炭田の一部）50年間固定価格で東京瓦斯と石炭供給契約結ぶ[220]。浅野造船所設立資金調達の為、大正五年に三井鉱山に譲渡[221]。（現：日本コークス工業[222]）
- 豊前採炭 - 明治40年に設立。九州の筑豊炭田の田川地区[223]。
- 大日本鉱業 - 大正4年設立。秋田県の吉乃、八盛、木友の亜鉛炭鉱、石炭鉱、金属鉱[224]。住友財閥と共同[225]。大正12年、浅野系の出資比率は過半数で、累積赤字208万円計上した。昭和4年の出資比率は80%以上だった[25]。昭和7年に住友財閥傘下に入る[36]。
- 日支炭鉱汽船 - 大正4年設立の日本と中国の合弁会社を、大正6年に浅野財閥と渋沢財閥が出資して株式会社にした。対華21ヶ条要求で日中関係が悪化して休止[226]。
- 朝鮮鉄山 - 大正7年に設立。麻生音波所有の鉄鉱山に浅野が出資した共同事業。大正11年に浅野の比率は47%、昭和4年に殆ど完全所有になる。常に取るに足りない利益しかなかった。官営八幡製鉄所や三菱財閥の兼浦製鉄所に納入[25]。赤字のせいで減資し、鉄鉱区を浅野造船所に売却、栃木県の日向銅鉱山を浅野同族会社から買収し日向興行に改称[227]。
- 関東燃料 - 大正9年創立。磐城炭鉱の石炭を、常磐線と両毛線の沿線で販売。本社は土浦[228]。現在は、東京に本社[229]。
- 北樺太鉱業 - 大正15年設立。日露協約で得た北樺太の鉱業権を行使する為。三菱財閥、三井財閥、大倉財閥、浅野財閥の共同事業で、浅野の関与は少ない[230]。
- 浅野雨龍炭鉱 - 昭和4年設立。留萌港と留萌鉄道でつながる炭鉱[231]。昭和44年閉山[232]。
- 浅野石炭部 - 昭和6年設立。独立した株式会社[233]。
- 浅野石炭銑鉄 - 昭和6年設立。石炭・コークス・その他の燃料・銑鉄・鋼材・鉱油・油脂・塗料などの売買運送[81]。他の4社と合併して昭和20年に関東銑鐵配給になる。現：株式会社エヌテック[234]。
- 順安砂金[37] -昭和7年設立[149]。
- 会津鉱業 - 石膏や金銀銅鉛亜鉛その他の採掘加工販売[235]。大正9年に会津石膏設立、昭和9年に落盤事故があったが、浅野セメントの協力で復興し傍系会社になる[236]。昭和14年に会津鉱業に改称[237]。
- 第二磐城炭鉱 - 昭和9年に、磐城炭鉱と三井鉱山が共同で設立[238]。昭和13年に磐城炭鉱が第二磐城炭鉱を合併する[239]。
- 昭和鉱業 - 昭和9年設立。北海道新幌内の炭鉱。日本鋼管の石炭自給用[240]。（現：昭和KDE株式会社）[241]
- 南洋鉄鋼 - 昭和10年に日本鋼管が設立。マレー半島ケランタン王国に事業地[242]。
- 芳野浦鉱業[87]
- 日向興業[180] - 昭和12年に朝鮮鉄山が改称した会社。銅鉱その他鉱物に関する工業[243]。
- 満州石綿 - 昭和13年設立。石綿の採掘・加工・販売[244]。
- 琿春砂金 昭和13年満洲に設立[89] 順安砂金の子会社[37]。
- 神ノ山炭鉱 - 昭和16年設立、石炭の採掘[121]。
- 東亜コバルト -昭和17年設立、石炭以外の鉱物の採掘・選鉱・売買[121]
- 峨朗鉱業 - 昭和17年設立、石灰石の採掘・販売<[177]。
- 華中鉱業 - 日本鋼管の子会社[105]。

### 鉄道・バス・タクシー・運送業
浅野財閥の鉄道事業は、セメント原料運搬の必要から経営する事になったものが多い。
- 青梅電気鉄道（現：JR青梅線） - 明治25年設立、浅野総一郎は発起人の一人で明治26年に株数で2位だが、同株数4人。明治40年に浅野セメントが1000株で2位の株主、大正6年に持株比率10%台に上昇、大正13年以降浅野セメント持株比率は低下する[246]。青梅町宮ノ平の石灰採掘場[247] から石灰石と砂利を東京深川の浅野セメント工場に運ぶため[248][249]。明治41年に軌間拡張工事完成し、青梅の材木や多摩川砂利も扱い輸送量が飛躍的に増加したうえに、国鉄中央東線に貨車が直通して積替コストが消滅したので、営業収入が増加した[250]。大正6年に日向和田から二俣尾の延長線建設と雷電山採掘場開設を決定[251]。大正9年に宮ノ平と雷電山の石灰石採掘権利を譲り、山代金を受け取る契約を浅野セメントと結ぶが、採掘量が増加して青梅鉄道の収益も増加[252]。大正13年以降は、浅野セメントの要求に応じて、山代金の値下げを繰り返し、昭和5年には、側線使用量を無料化、さらに、五日市鉄道が国鉄に直通し青梅電気鉄道を経由しなくなったため、昭和5年下期には収益悪化し無配に転落した[253]。昭和19年に国有化された[254]。
- 磐城鉄道（現：JR常磐線） - 日本鉄道50万円、通運会社50万円、川崎八右衛門50万円、渋沢財閥25万円、浅野財閥25万円の、合計200万円出資して、明治30年に磐城鉄道開通。磐城炭鉱の石炭を経済的に東京に輸送する為に敷設[255]。明治39年日本鉄道国有化で国鉄になる[256]。
- 筑波鉄道(初代) - 大正7年設立。真壁町から花崗岩を運搬するため。浅野石材工業が筆頭株主[53] 昭和62年に廃線[257]。線路跡はつくばりんりんロードというサイクリングロードになった[258]。
- 秩父鉄道[259] - 大正3年から4年に武甲山の石灰石の20年間採掘権を獲得。大正5年に石灰石搬出用に秩父 - 影森の延長線免許取得。大正6年に浅野セメントと石灰石売買契約を結び、秩父鉄道は自社の運賃を割引くだけでなく、国鉄の運賃割引も浅野セメントの為に交渉して獲得し優遇。大正7年9月に延長線が完成し浅野セメント工場に石灰石販売・輸送を開始。同年12月に採掘権を浅野セメントに売却し、秩父鉄道は運賃収入のみになる[260]。この頃に浅野セメントが出資するが持株比率は常に低く0.7 - 0.8%[261]。大正12年設立の秩父セメントが、地元の武甲山にセメント工場を建設し大正13年8月から秩父鉄道でセメントを出荷し始めた。大正14年6月時点で、秩父鉄道の筆頭株主は秩父セメント諸井恒平5580株で、浅野セメント浅野泰治郎は1000株で25位の株主で同株数8人[262]。（秩父セメントが筆頭株主になったのが昭和4年という説もある。）[263]昭和2-3年に浅野セメントの運賃引下げ要求を拒否したが、昭和5年に秩父セメントには割引運賃を設定した。昭和5年には秩父セメントの持ち株比率が8.2%に達した[264]。
- 南武鉄道（現：JR南武線） -  セメント原石を浅野セメント川崎工場に運ぶ為と、多摩川の砂利を運ぶ為の鉄道[265]。大正12年、浅野セメントの4人が40%の株式を占める[266]。社長は大塚栄吉だが、事実上の支配者は浅野総一郎で、浅野から4人が重役になる[267]。用地買収に手間取り借入金が増加していった[268]。昭和2年、川崎〜登戸、矢向〜川崎河岸が開業し、昭和5年3月、尻手〜浜川崎の浅野セメント引込線開通し、同年4月、立川で五日市鉄道や青梅電気鉄道と繋がり浅野セメント川崎工場へ石灰石輸送開始したが、借入金利払いが増大し無配転落[269]。昭和5年11月から浅野セメント川崎工場は操業短縮に入り、石灰石輸送量が減少したので、昭和7-9年には、運賃ベースで石灰石27-33%、砂利28-45%になった[270]。昭和19年国有化された[254]。会社は南武不動産からアサノ不動産を経て現：太平洋不動産[271]。
- 小倉鉄道 - 大正12年に浅野傘下に入る。地元の有志が石炭を炭鉱から小倉港に輸送するために設立したが、融資返済の代わりに、浅野財閥に株式を渡す。資本金452万円で、その内の浅野資本は100万円[272]。浅野総一郎が相談役、浅野良三と末兼要が取締役を務める[273]。昭和18年に国有化[254]。現：JR日田彦山線[274]

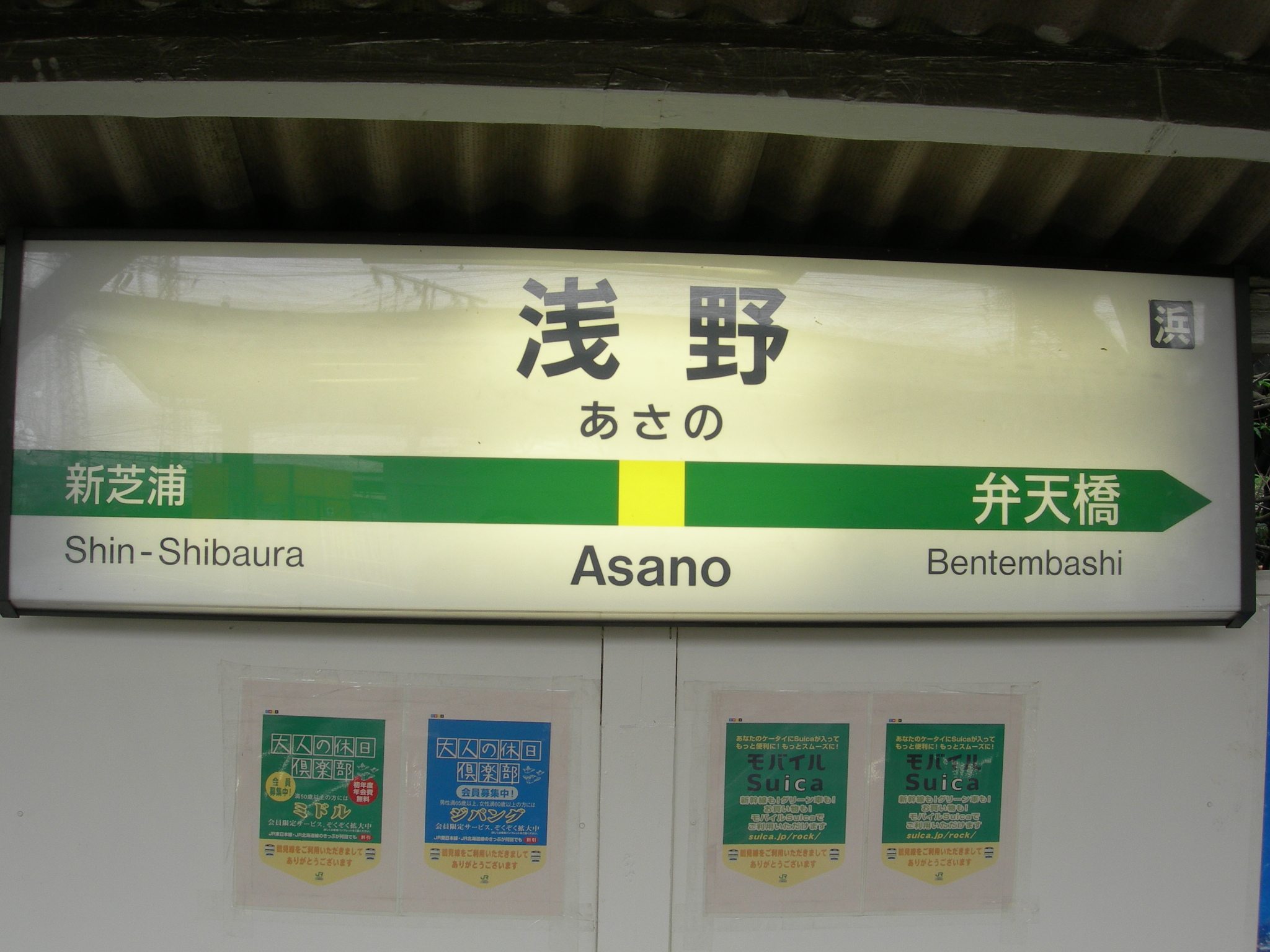
鶴見臨港鉄道 現：JR鶴見線 浅野駅 浅野総一郎にちなむ駅名。

- 鶴見臨港鉄道 現：JR鶴見線 浅野駅 浅野総一郎にちなむ駅名。五日市鉄道 - 大正13年（1924年）に発行株式の4分の1以上を握り、浅野泰治郎と金子喜代太が取締役に就任し、浅野セメントが支配する。勝峰山の石灰石採掘場からセメント原料の石灰石を運ぶため[275][276]。昭和15年に南武鉄道に合併[277]。（現：JR五日市線）
- 鶴見臨港鉄道（現：JR鶴見線） - 大正13年設立。浅野財閥が50%を出資、芝浦製作所・日清製粉・日本石油・スタンダード石油・ライジングサン石油・石川島造船所・旭硝子・三井物産が残りを出資[278]。浅野財閥の埋立地区の工場と東海道線などを接続して、流通を円滑にするため[279]。関係者の名前が駅名になった。鶴見小野駅（地元の大地主小野重行）浅野駅（浅野総一郎）安善駅（安田善次郎）武蔵白石駅（白石元治郎）大川駅（大川平三郎）扇町駅（浅野総一郎の家紋が扇）[280]。昭和18年に国有化[281]。社章は鶴と車輪[282]。現：東亜リアルエステート
- 三岐鉄道[283] - 昭和3年設立。（三井財閥の小野田セメントや地元の有力者と共同。）藤原岳からセメント原料の石灰岩を運ぶため[284]。昭和12年頃は12万株の内で浅野の持株が4万株弱[285]。
- 留萌鉄道 - 昭和3年設立。国鉄留萌線を経由して留萌港と雨龍炭田を結ぶため、浅野財閥・明治鉱業・三井鉱山・北海道炭鉱汽船・住友財閥が共同[286]。1971年に廃線[287]。
- 武蔵野鉄道[288] - 経営難の武蔵野鉄道がセメント原料の石灰岩の山を発見し、東京セメントを設立しセメント輸送で経営を改善しようとしたが、供給過剰で市場価格が暴落することを恐れた浅野セメントが五年間石灰石購入契約を結ぶ[289]。石灰岩採掘権を東京セメントに譲渡して、一時的に経営が改善した[290]。武蔵野鉄道は地元派・浅野派・藤山派に分かれていたが、経営権を握っていた地元派が杜撰な経営をしていた。昭和5年に、浅野派は藤山派から株を譲り受けて支配権を手に入れたが、経営改善の方策はなく浅野派経営陣は辞任した。昭和6年に堤康次郎が競売された株を落札して大株主になった[291]。昭和12年頃は、浅野財閥が22/240の株所有[285]。（現：西武鉄道）
- 日東運輸商事 - 昭和8年設立、運送と運送取扱業、物品売買業、労力請負業[204]。
- 川崎自動車運輸 - 昭和11年設立、貨物自動車運輸・自動車修繕[204]。
- 川崎合同タクシー - 昭和12年設立、自動車による旅客運輸[204]。
- 奥多摩電気鉄道[292] - 昭和12年設立、日原から採掘予定の石灰石を東京深川や川崎の浅野セメント工場に運ぶため。人も資本も青梅電気鉄道は僅かで浅野セメントが主体[293]。昭和19年、線路開通の日に鉄道は国有化された[294]。会社は奥多摩工業に改名して昭和21年に石灰石採掘販売を開始した[295]。（現：JR青梅線）
- 鶴見川崎臨港バス - 昭和12年に鶴見臨港鉄道が設立。廃止する海岸電気軌道の代替交通手段。昭和13年に川崎乗合自動車を吸収合併し、川崎鶴見臨港バスに改称。昭和23年財閥解体により、鶴見臨港鉄道の役員は川崎鶴見臨港バスの役員を辞任し、京浜急行電鉄と大和自動車交通に経営権が移る。平成18年に京浜急行電鉄の完全子会社になる[296]。
- 錦西鉄道 -昭和14年設立。大同洋灰がセメント材料を輸送するために満洲鉛鉱と共同出資で満洲に設立[297]。
- 阪神貨物自動車運輸 - 昭和15年設立、自動車による貨物運輸[204]。

### 銀行
浅野財閥は一時は銀行経営にも手を出したが、失敗したため、産業財閥に留まる。
- 日本昼夜銀行 - 大正4年、援助要請により浅野総一郎が第五銀行の役員に就任。大正5年、資本金100万円に増加し浅野が経営権を握り、白石元治郎が頭取就任、日本昼夜銀行に改称し、午前9時から午後8時の昼夜営業を開始し日本最初の昼夜営業の普通銀行になった。（午前8時〜午後10時という説もある[298]。）大正6年、資本金500万円に増加。大正7年、浅野昼夜銀行に改名。大正7年7月の浅野財閥の持株比率は88%。大正9年、1000万円に増資し浅野総一郎が頭取就任。この頃が銀行の利益のピーク。一次大戦終戦の影響で不況になり、預金減少、浅野財閥の諸会社の資金需要が増加し固定化し、銀行の資金枯渇し経営急迫。大正10年、安田善次郎が浅野昼夜銀行を引き取ると約束したが、9月の調印の前日に暗殺されて、白紙に戻る。独力で銀行経営を改善するために、同年中に大阪支店、京都支店、青梅出張所を設置。預金は増加するが、貸付金はそれ以上に増加し、借入金・コールマネー・再割引手形の合計額も増加する。浅野総一郎は銀行より浅野同族会社の資金繰りを優先した。大正11年春、浅野造船所が職工1600人以上を解雇する際に、銀行や浅野財閥が危機的状況になった。当時安田財閥の実権を握っていた結城豊太郎が日銀総裁と協議して経営引受を決めた。8月に銀行は安田財閥傘下に入り、浅野系取締役は総退陣し、安田善四郎が頭取に、安田善兵衛が取締役になった。ハワイの布哇浅野昼夜銀行を朝鮮銀行に譲渡し、浅野昼夜貯蓄銀行を安田貯蓄銀行が吸収合併したが、浅野昼夜銀行は安田銀行が買収したものの日本昼夜銀行に再度改名しただけで、吸収合併しなかった。負債のせいで買収されたという悪いイメージを避けるためだった。安田の経営陣は、別途積立金を取り崩し、滞納金の償却を始めて経営を健全化して行った[299][300][301]。(安田銀行に合併された後、富士銀行を経て現：みずほ銀行)[302]
- 日本昼夜貯蓄銀行 - 大正元年に相陽銀行を買収して設立、大正7年に浅野昼夜貯蓄銀行に改名[303][304]。大正9年末に資本金100万円で、同時期の日本昼夜銀行の1割しかなかった[25]。経営悪化で大正11年に安田財閥の安田貯蓄銀行に合併される[300]。（日本貯蓄銀行、協和銀行、協和埼玉銀行、あさひ銀行を経て、現：りそな銀行）[305]

### 電気・電力
- 沖電気 - 沖牙太郎（創立者）夫人タケは浅野総一郎夫人サクと叔母姪の関係で、沖牙太郎死後の明治40年に、沖商会は合資会社になるが、資本金60万円で沖サイドは16,27万円、浅野総一郎が10万円、渋沢栄一が10万円、安田善次郎、善三郎、善之助の三人合計で15万円、浅野総一郎が相談役に就任、人事権や業務監督権も握る。大正元年、浅野総一郎が沖電気株式会社を設立、取締役会長になる、資本金5万円。大正6年、沖電気が沖商会を合併、資本金105万円。その後、沖サイドの経営陣は辞めていった[306]。資本金は、大正6年6月200万円、大正9年250万円、大正14年500万円になった。一次大戦後も1-2割の配当が続いた[25]。筆頭株主は安田財閥だが、実権は浅野財閥が握る。電話交換機、電信電話機械、蓄電池[307]。昭和19年4月に、舞鶴海軍工廠長の小沢仙吉が沖電気社長に就任し、浅野泰治郎は経営のトップでなくなる[41]。昭和24年、沖電気を解散し、沖電気工業を設立して、負債を整理する[308]。現：沖電気工業

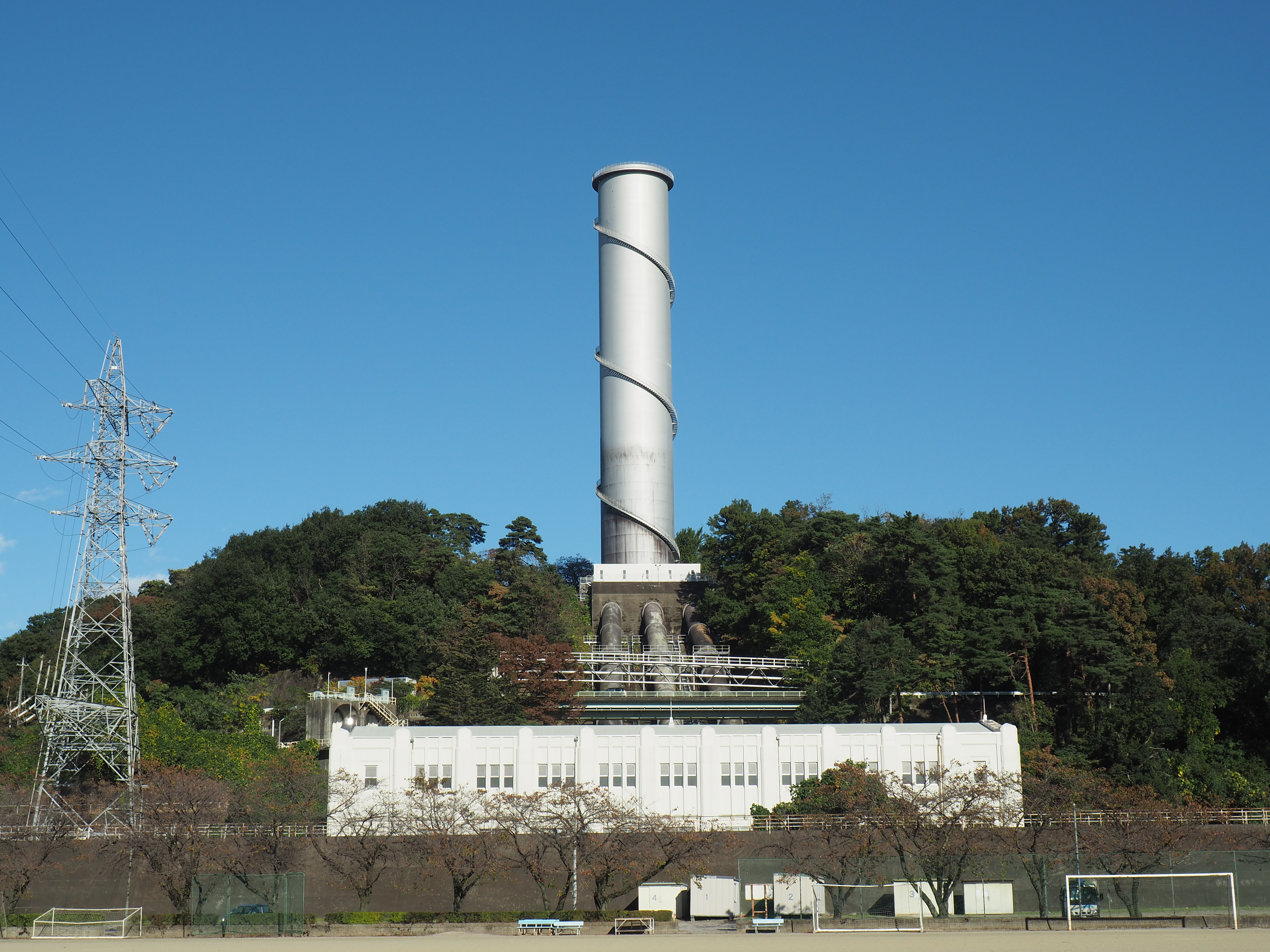
関東水力電気の佐久発電所

- 武蔵電気（武蔵水電） - 大正2年浅野財閥と渋沢財閥が共同で設立、電力と鉄道。大正11年帝国電燈に合併される。その後、東京電燈に合併される[309][310]。現：東京電力。
- 関東水力電気 - 大正8年設立。鬼怒電力と共同[311]。大正9年の大恐慌で資金難になり、工事開始が大幅に遅れた[312]。昭和4年開業、浅野系持株比率33%[25]。佐久発電所の名称は、財閥創始者浅野総一郎の妻サクに由来する[313]。（現：東京電力 佐久発電所）
- 庄川水力電気 - 大正8年設立。浅野総一郎が日本最初のダム式発電所を計画したが、地元住民の反対運動で政治問題となり資金繰りが悪化し、日本電力の子会社になる[309][314]。大正14年に日本電力と共同で小牧発電所建設開始。すると、飛州木材が材木を川に流して運搬する邪魔になるとして訴訟を起こした。住民を巻き込んで反対運動を行った。昭和5年に、訴訟合戦の泥仕合となったが、小牧ダムと小牧発電所が完成し、昭和6年開業した。昭和7年に、飛州木材の約400人と庄川水力電力の約200人が乱闘になり、20人以上の負傷者が出た。昭和8年にようやく和解が成立した。その間に浅野の持株比率は70%から24%に低下した[25][315]。浅野綜合中学校（現：浅野中学校・高等学校）が5000株の株主だった[285]。（現：関西電力 小牧ダム、小牧発電所）
- 岩崎電線 昭和2年設立、銅線の製造加工[123]。
- 沖電線 - 昭和11年に沖電気の電線製造部門が独立[316]。

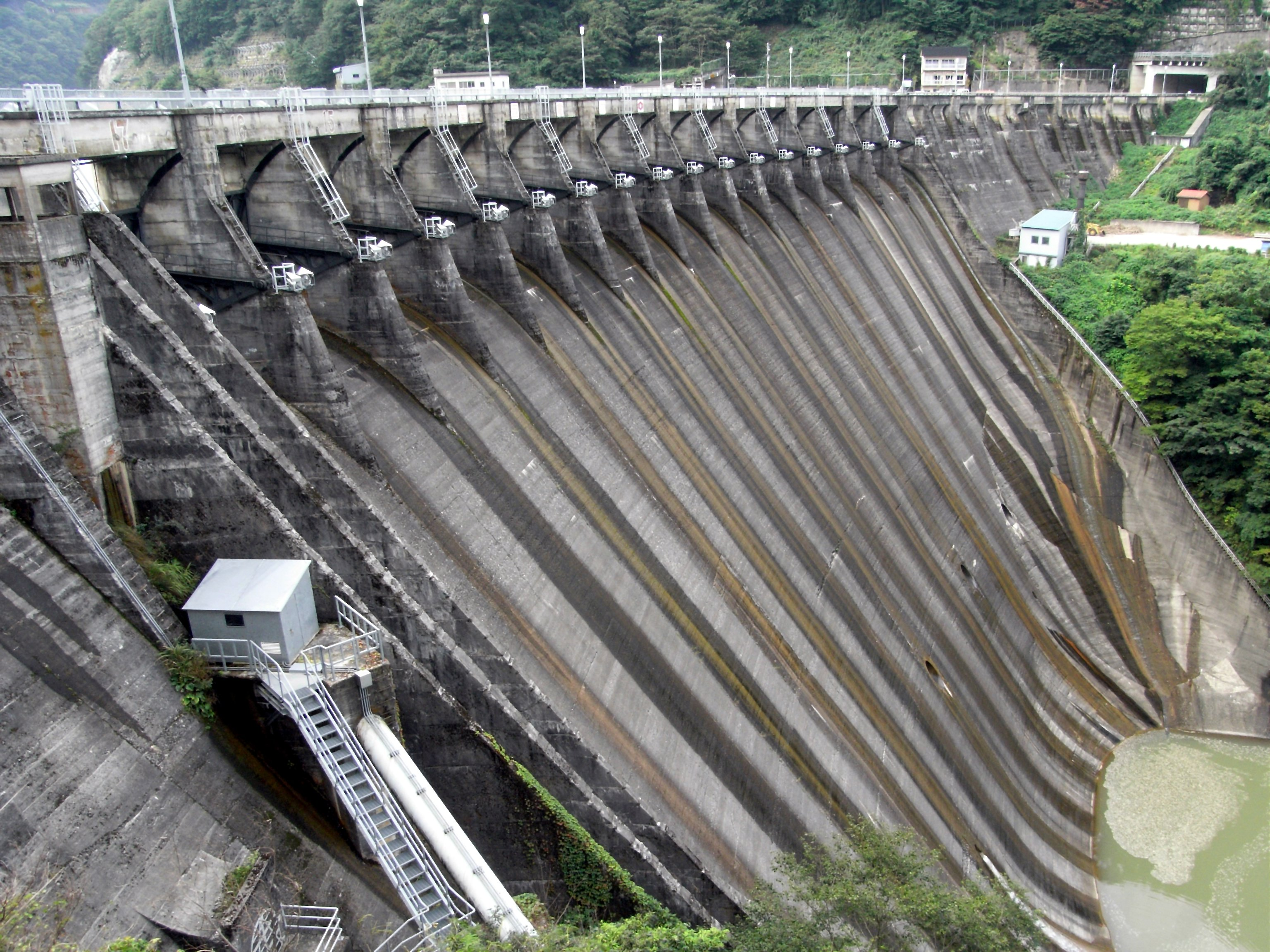
庄川水力電気の小牧ダム

- 昭和電子工業 - 昭和12年設立、各種光電管、ブラウン管、特殊高度真空管、各種真空管の製作販売[128]。
- 大同電気（大同電機） - 昭和13年設立、電気機械器具の製造販売[128]。
- 東北電気無線 - 昭和14年設立、航空機用超短波小型真空管の製作販売[128]。
- 亜細亜電業 - 昭和15年設立、無線電信機、電話送受信機、弱電関係諸機械の製造販売[128]。
- 沖通信機 - 昭和15年、満洲に設立[317]。電気通信機械器具や電気時計の販売、電気工事の設計・請負。
- 沖電信機 - 昭和17年設立、昭和18年休業、昭和23年解散。電信機と部品の製造販売[128]。
- 東亜電子 - 昭和17年設立、各種電子管、真空管の製造販売[128]。
- 帝国電池 - 白石元治郎が取締役[87]。
- 原安商会 - 大正8年設立[36]。電気器具製作販売・電気工事の会社[318]。浅野泰治郎が取締役[319]。
- 上毛電力[285] - 大正15年設立。電灯電力の一般供給と電力の販売[123]。

### 林業・製材
- 東北浅野製材 - 大正8年設立。セメント樽材の製材。浅野セメント工場の敷地内にある[320]。
- 北秋木材 - 大正9年に、浅野財閥と大倉財閥が共同で設立。実権は浅野財閥。秋田県の官有林の木を製材・販売。関東大震災で大きな利益[321]。浅野熊沢硫黄山閉山後に、硫黄運搬専用鉄道を秋田杉の運搬に利用し、浅野と秋田木材の共同で浅野製材を明治40年に設立。大正8年に北秋木材に改称。現：株式会社北秋[322]。社章は浅野セメントと似ているが、中心の「Ｚ」が鏡文字ではない[323]。
- 信越木材 - 大正9年設立。信州南佐久郡南牧村に製材所、付近の山林を所有。関東大震災の頃は経営状態良好だったが、昭和4年には殆ど休業[324]。
- 満州木材加工 - 昭和15年に北秋木材が満洲で設立、昭和18年に戦争激化で廃業[322]。

### 紙
- 日本加工紙 - 大正6年設立。富士製紙・樺太工業の共同事業に浅野財閥が投資。洋紙製造。浅野泰治郎が監査役[325]。
- 伏木板紙 -解散した会社を、大正11年に買収し大正12年再開。ボール紙の製造[326]。
- 東洋紙袋 - 昭和2年設立、セメント袋の製造[327]。全工場が戦災にあい、再建の見込みが立たず解散[328]。
- 東洋再製袋 - 昭和7年に東洋紙袋が設立。使用済袋を回収、再製して原料不足を解決するため。現：株式会社ニッポー[328]

### ガス・コークス
- 東京瓦斯（東京ガス） 明治18年に東京瓦斯局が払い下げで東京瓦斯会社になる。渋沢栄一（渋沢財閥）が筆頭株主で、浅野総一郎は持ち株数は5位だが、持ち株数同数が他に4人で、岩崎久弥（三菱財閥）や安田善次郎（安田財閥）など[329]。浅野総一郎は取締役[330] だったが、大正3年に千代田瓦斯と合併した時に、他の重役と衝突して手を引く[331]。
- 神奈川コークス - 大正11年に浅野財閥が買収し設立。陸海軍工廠や浅野セメントに納入。副産物のガスは東京瓦斯に納入[332]。昭和6年に東京瓦斯に買収され京浜コークスとなる[333]。現：東京ガスエネルギー[334]。

### 石油
浅野総一郎は早い時期から石油に関わり、最初の浅野石油部は成功したが、その後の会社は失敗に終わった。
- 浅野石油部 - 明治26年設立。サミュエル商会の関東・東北地方区域の代理店となり、サミュエル商会が自社のタンカーで輸入するロシアのバクー油田産の灯油を購入して販売。横浜の平沼町に石油タンクを建設。特約店に供給するだけではなく、各家庭にも灯油を販売した。日本国内の石油販売で、スタンダード石油会社に対抗した[335][336]。日本最初の鉄製タンク車[337] で石油を輸送した & 武上幸之助 2010, p. 149-186。社章は、赤扇[338]。
- 北越石油部 - 明治31年設立。サミュエル商会の契約満期終了で、日本国内で石油採掘する会社を設立。明治33年に柏崎製油所が完成。明治35年ロータリー式鑿井をする。新潟県では日本石油や宝田石油が殆どの油田を抑えていたので成功せず、明治35年に宝田石油に合併される[336][339]。
- 浅野削井部 - 明治32年設立、石油の採掘。明治37年に宝田石油に売却[340]。
- 浅野製油所 - 明治32年、柏崎に建設。従業員約百名の大規模製油所。原油不足のために、明治35年に宝田石油に売却[340]。
- 日本油送 - 明治32年設立、西山油田〜柏崎パイプライン所有の長嶺鉄管会社を買収し、鎌田〜柏崎パイプラインを建設。明治35年に宝田石油に売却[340][341]。
- 宝扇商会（宝扇石油商会） - 明治35年、宝田商会と共同で設立。宝田石油の新潟産石油の販売会社。明治37年宝田石油に合併される[336][342]。
- 台湾石油組合 - 明治36年に、大倉組（大倉財閥）や宝田石油と共同で設立。南北石油の傘下に入る[343]。
- 南北石油 - 明治38年大倉財閥や宝田石油と共同で設立。台湾・青森・北海道で採油事業を開始したが失敗。明治39年、米国カリフォルニア産原油の輸入契約を締結。増資して、横浜に保土ヶ谷製油所を建設し明治41年に完成。明治40年には原油輸入を開始した。これが日本における原油輸入精製の先駆である[344]。国内原油生産量の63%相当の原油を輸入した。東洋汽船はこの輸入原油運搬のためにタンカー5隻を発注した[345]。これを妨害するために日本石油などが国産原油保護・原油輸入反対を議会に働きかけて、明治41年に原油輸入関税が2,2倍-3倍に引き上げられた。さらに、原油供給元の米社が合併され契約無効になり、失敗に終わり、明治41年に宝田石油に売却された[339]。
- 浅野石油 - 明治40年設立[346]。
- 台湾鉱業組合[176] - 明治40年設立、石油鉱業[121]。
- 大日本石油鉱業 -大正5年設立。昭和18年に帝国石油に合併される[347]。現：国際石油開発帝石。中野興業系[197]。
- 内外石油 - 大正10年設立。外国原油の輸入精製。国際相場の変動と関税により採算合わず、東京湾埋立会社の鶴見埋立地に土地を購入したが製油所建設を中止[348][349]。
- 千代田石油 - 大正13年設立。外国原油の輸入精製。大正14年に株の半数を三菱財閥に譲渡し、内外石油の土地を借りて製油所を共同で建設。三菱商事が原油供給。経営不振で昭和2年に破産申請[350]。

### 窯業
- 日本エナメル[35]（現：タカラスタンダード） - 白石元治郎と今泉嘉一郎が明治45年に設立[351][352]。白石元治郎が取締役社長[146]。
- 川崎窯業 - 昭和5年日本鋼管から独立。耐火レンガ製造。昭和19年に日本鋼管と合併[353]。

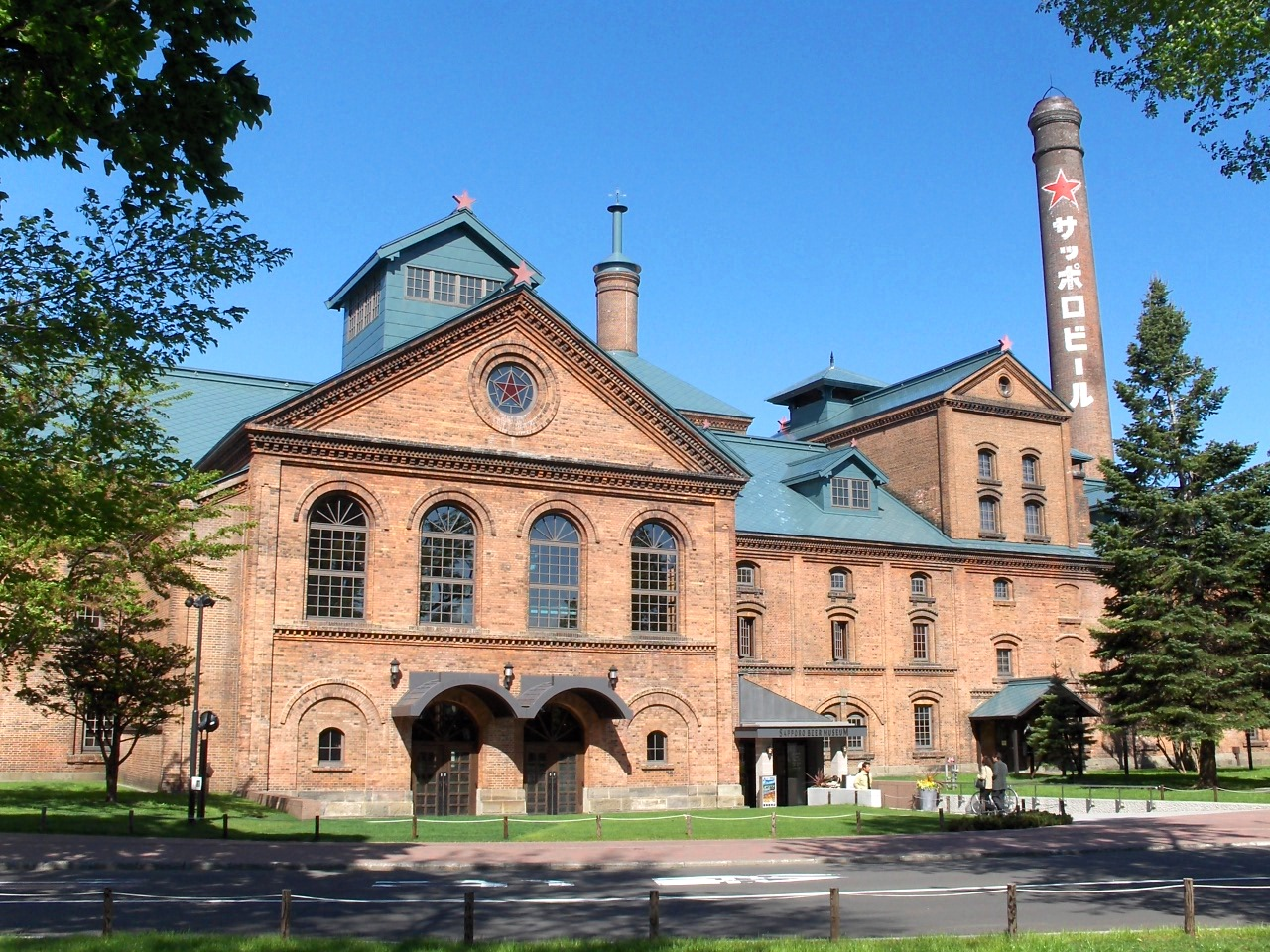
札幌麦酒 サッポロビール

- 札幌麦酒 サッポロビール鶴見窯業 - 昭和9年、浅野造船所と黒崎窯業（現：黒崎播磨）が共同で設立。耐火レンガ製造[354][355]。昭和19年9月に黒崎窯業に合併される[356]。現：黒崎播磨[357]

### その他
- 鈴木洋酒店 - 明治8年設立。浅野総一郎の妻サクの兄の、鈴木恒吉か鈴木庄五郎が設立した洋酒の販売会社。（現：伊藤忠食品）[358]鈴木紋次郎が取締役代表[146][359]。
- 札幌麦酒（サッポロビール） - 明治21年に大倉財閥、渋沢財閥、鈴木洋酒店と共同で設立[360][361]。浅野財閥はビール瓶製造工場も設立。明治39年に札幌麦酒・日本麦酒・大阪麦酒が合併して大日本麦酒になり、実質的に三井財閥の傍系会社になると、浅野総一郎は重役を辞めた[362][363]。

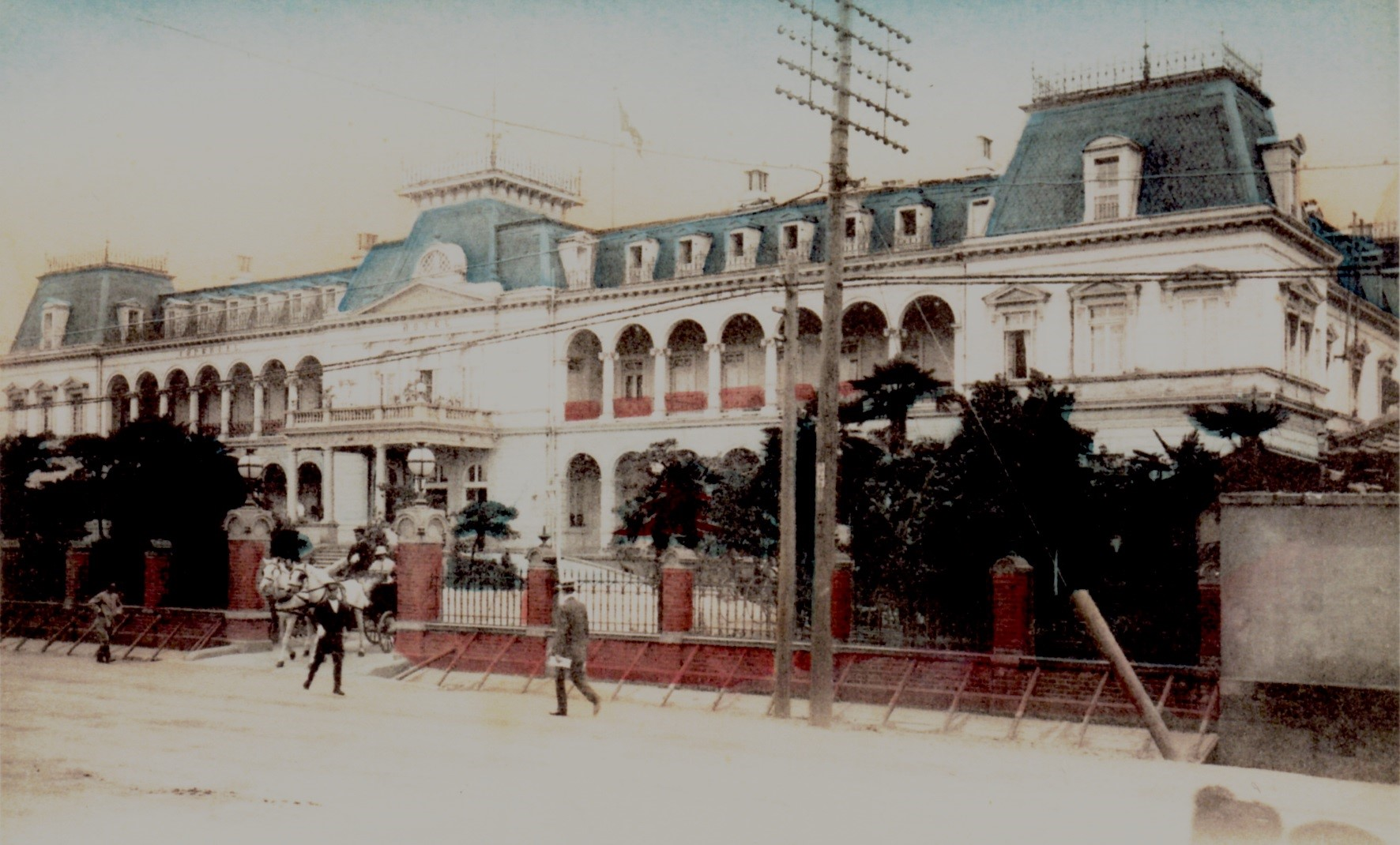
帝国ホテル 設立時の建物

- 帝国ホテル 設立時の建物帝国ホテル - 明治23年開業、不平等条約改正の為に井上馨外務大臣が提案して、大倉喜八郎（大倉財閥）、安田善次郎（安田財閥）、渋沢栄一（渋沢財閥）、岩崎弥之助（三菱財閥）、益田孝（三井財閥）、川崎八右衛門（東京川崎財閥）その他と共同で、皆が同額を出資して設立。浅野総一郎は生涯監査役を務めた[364]。昭和4年頃には浅野財閥の持ち株は僅かで、大倉財閥が運営[365]。浅野良三が取締役[366]。
- 東洋物品火災保険 - 明治32年設立、浅野総一郎が25%を保有する筆頭株主。明治36年に成田火災保険に改称、明治39年に大和火災保険に改称<[367]。
- 横浜倉庫 - 明治39年設立、横浜の貿易商が作った会社に浅野総一郎が出資して取締役になったと思われる[368][369]。

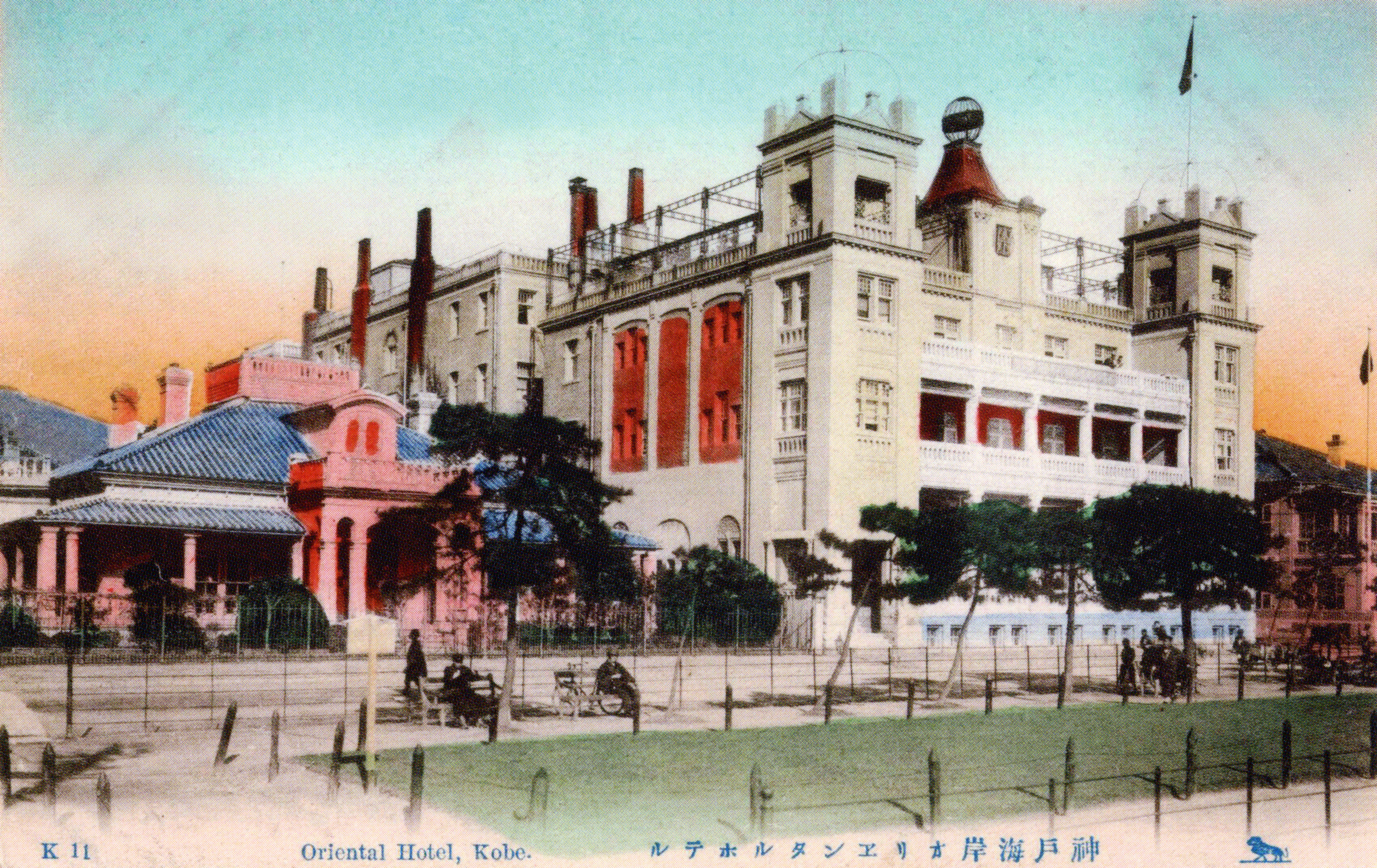
神戸オリエンタルホテル

- 神戸オリエンタルホテル神戸オリエンタルホテル - 外国人が経営していたホテルを、東洋汽船が大正5年から6年に買収、東洋汽船の宣伝によって世界的に知られたホテルになる。大正15年に、東洋汽船の経営難のせいで、神戸の資本家に売却[370][371]。
- 東洋フィルム会社 - 大正6年に、ベンジャミン・ブロツキーと東洋汽船が共同で設立した映画会社。マークは扇の中にT.F.K.[372]。大正9年に大正活動写真株式会社（大正活映）に改組、浅野良三が社長。大正10年に松竹キネマに売却[373]。
- 足利紡績 - 大正8年設立、鈴木紋次郎が監査役[146]。昭和18年に呉羽紡績に合併される<[197]。
- 帝国人造肥料 - 大正8年、白石元治郎と大川平三郎が設立、白石元治郎が取締役社長。昭和17年に帝国化工に改称[197][374]。（現：テイカ）[375]
- 山元オブラート - 大正9年設立、白石同族の子会社[34]。白石元治郎が監査役[374]。その息子の白石琢二が経営責任者[376]。
- カフェー・アメリカ（カフェー・オリエントに改称） - 大正9年、浅草雷門に開業、ボーイがいない女給だけの店にして人気を得た[377]。
- 横浜共立倉庫 - 大正10年設立[378]。浅野良三が監査役[324][366]。原安三郎系[34]。
- テムプル・コート・ホテル - 大正11年、米国人貿易商ホーンの横浜の邸宅を買い取ってホテルにした。宿泊よりも、社交場や結婚式場としての経営に力を入れたが、大正12年の関東大震災で廃墟になった[377][379]。
- 東洋食料品商会 - 大正12年設立、ハム・チーズ・生果を輸入し、帝国ホテルや東京會舘に納入したが、大正14年に関税が十割になったので閉鎖した。米国産干しブドウの輸入は日本最初だった[377]。
- カフェー・タイガー - 大正13年、銀座に開業、文化人・政界財界の名士が利用して、有名になった[377]。
- カフェー・ニューヨーク - 大正15年、銀座に開業した高級ビヤホール[377]。
- 昭和火災保険（現：損保ジャパン日本興亜） - 昭和3年設立[380]。浅野財閥から重役が入る[324]。昭和13年に日産火災に合併される[380]。
- ユニオン・バー - 昭和4年、銀座に開業[377]。
- 東洋商事[35][37] - 昭和6年設立、海運業、不動産取得利用投資[34]。
- 日本舗道 - 昭和9年、日本石油道路部と浅野物産道路部の合同により設立。現：NIPPO[381]。道路舗装工事の請負[175]。
- 京浜昭興 - 昭和11年設立、ホテルの経営と賃貸[382]。
- 浅野水道工業 - 昭和12年設立、上下水道工事の請負[382]。
- 関東組[176] - 昭和13年設立、鉄鉱石の採掘と運搬[204]。
- 浅野保険代理部 - 昭和13年に、浅野同族株式会社から独立。浅野財閥各社に保険をかける会社[383]。社章は、浅野セメント社章の上に 「ASANO」 下に 「HOKEN」[384]。大正活映 記念碑

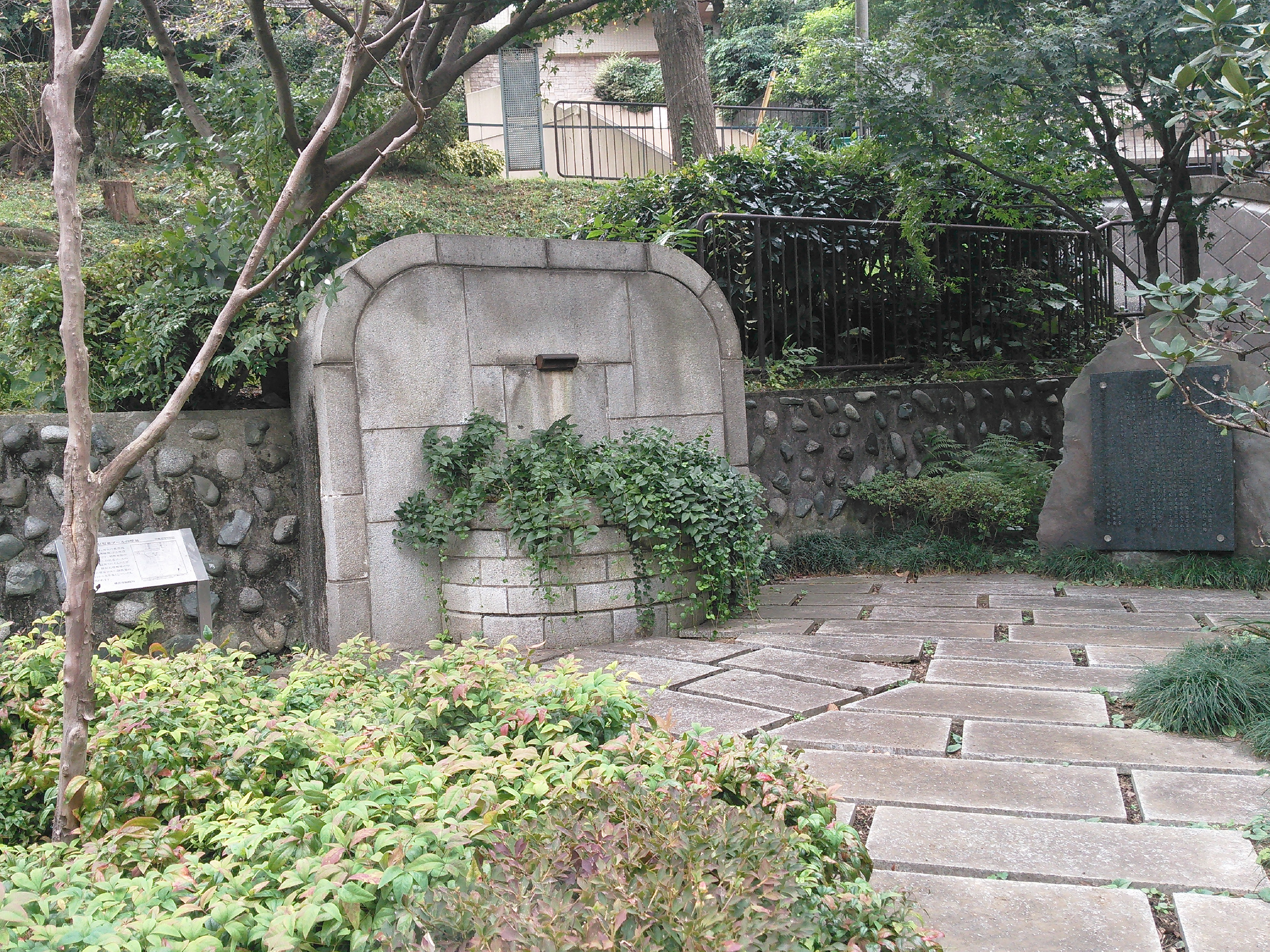
大正活映 記念碑

- 浅野樹脂工業 - 昭和14年設立、人造樹脂の製造加工[127]。
- 浅野鑿井工業 - 昭和14年設立、深井戸鑿井工事の請負[382]。
- ミクニ工業所 - 昭和14年設立、合成樹脂の製造加工販売[123]。
- 東京倉庫 - 浅野物産の子会社[37]
- 日本精油 - 昭和15年設立、テレピン油ピッケ製造[127]。
- 満州浅野水道工業 - 昭和18年設立、土木、上下水道設計施工請負[382]。
- 辛酉商工 - 電気器具材料、建築土木請負、鉱物油脂販売[36]。

## 財閥解体後に関係者が設立した会社
- 第一実業株式会社 - 海軍少佐倉持正次郎は大正8年に退役して浅野物産に入社し、後に常務になったが、財閥解体に際し、昭和23年に浅野財閥関係者で機械専門の商事会社を設立した[385][386]。

## 病院

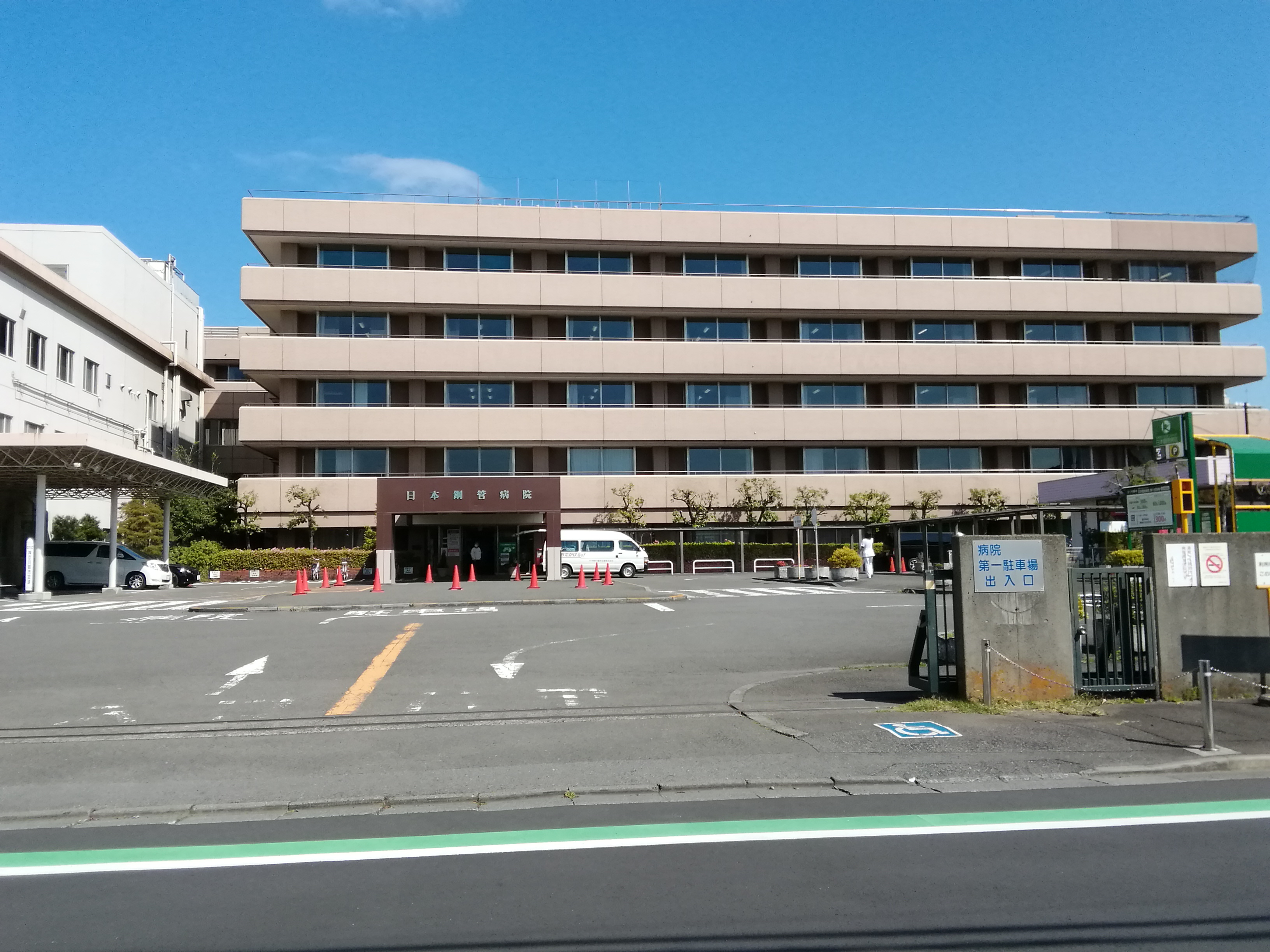
日本鋼管病院 川崎市

- 日本鋼管病院 川崎市鶴見製鉄造船株式会社浅野病院 - 大正8年設立。昭和12年に鶴見製鉄造船が日本鋼管と合併し、鶴見製鉄造船株式会社浅野病院が日本鋼管鶴見病院と改称[387]。
- 日本鋼管病院 - 大正7年設立の日本鋼管株式会社付属病院を、昭和12年に総合病院にしたもの[387][388]。

## 学校

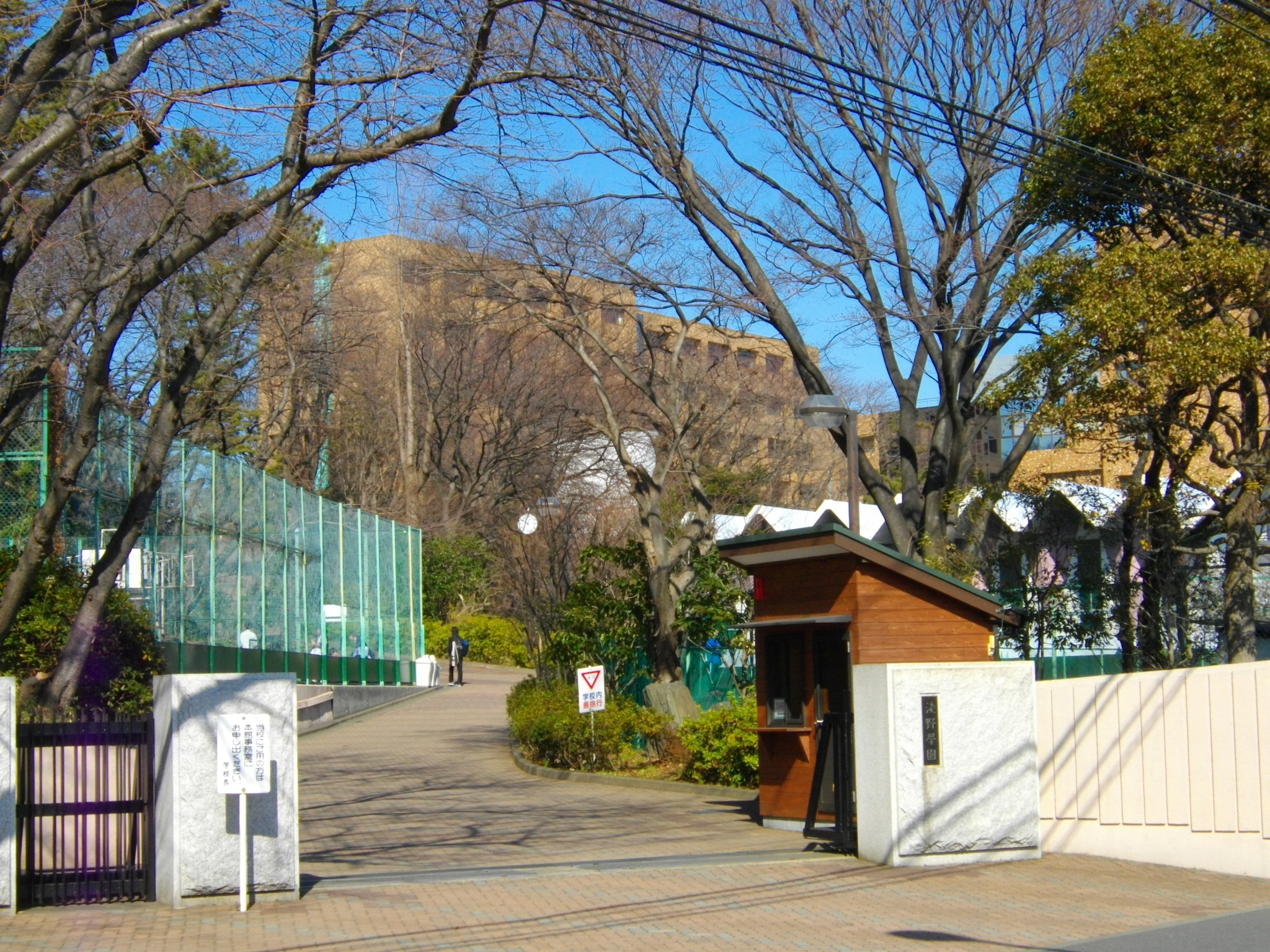
浅野中学校・高等学校

- 浅野中学校・高等学校浅野綜合中学校（現： 浅野中学校・高等学校） - 大正9年に、横浜市神奈川区に設立。科学に強い人材を浅野財閥の為に養成する学校[389][390]。子安海岸埋立の土砂採取場として買収したが、埋立許可が得られずに無駄になっていた台地に学校を建設した[391]。浅野総一郎がよく訪れて、ニコニコしながら生徒たちを見ていた。浅野総一郎は生徒たちに話をしたが、その話がとても面白かったと当時の生徒が述べている。また、浅野総一郎夫人浅野サクも時々訪れた[392]。昭和9-16年には大磯高麗山の浅野家別邸で臨海学校を行った[393]。浅野総一郎の誕生日である3月10日に高校卒業式が行われる[394][395]。
- 混凝土工法講習所(現：浅野工学専門学校) - 横浜市の要請で、横浜市神奈川区の浅野総合中学校の敷地に大正14年設立[396]。